# Nurieux-Volognat
Nurieux-Volognat est une commune française, située dans le département de l'Ain en région Auvergne-Rhône-Alpes. La commune a été créée en 1973 par fusion des communes de Mornay et de Volognat.
Ses habitants n'ont pas d'appellation particulière. Toutefois, les habitants de Volognat étaient parfois appelés les « Troyans » et ceux de Nurieux les « Riclets ».

## Géographie

Territoire communal.

### Situation
Nurieux-Volognat se situe au centre-est du département de l'Ain dans le Haut-Bugey, dans le massif du Jura. La commune actuelle résulte de la fusion le 1er mars 1973 des communes de Mornay et de Volognat. Son territoire est vallonné par les Monts Berthiand. Il est délimité par les communes de Sonthonnax-la-Montagne, Izernore, Béard-Géovreissiat, Brion, Saint-Martin-du-Frêne, Peyriat et Leyssard.
La commune comprend cinq agglomérations : Nurieux, Volognat, Mornay, Vers et Crépiat auxquelles il faut ajouter les fermes de Berthiand. Elle est située à 35 kilomètres de Bourg-en-Bresse, 7 kilomètres de Nantua, 5 kilomètres d'Izernore.
Le bâtiment de la mairie actuelle a été édifié symboliquement près de la limite qui séparait jadis les territoires de Mornay et de Volognat.
La forêt, surtout située sur les monts du Berthiand, est importante. On y trouve beaucoup de gibier et de champignons.

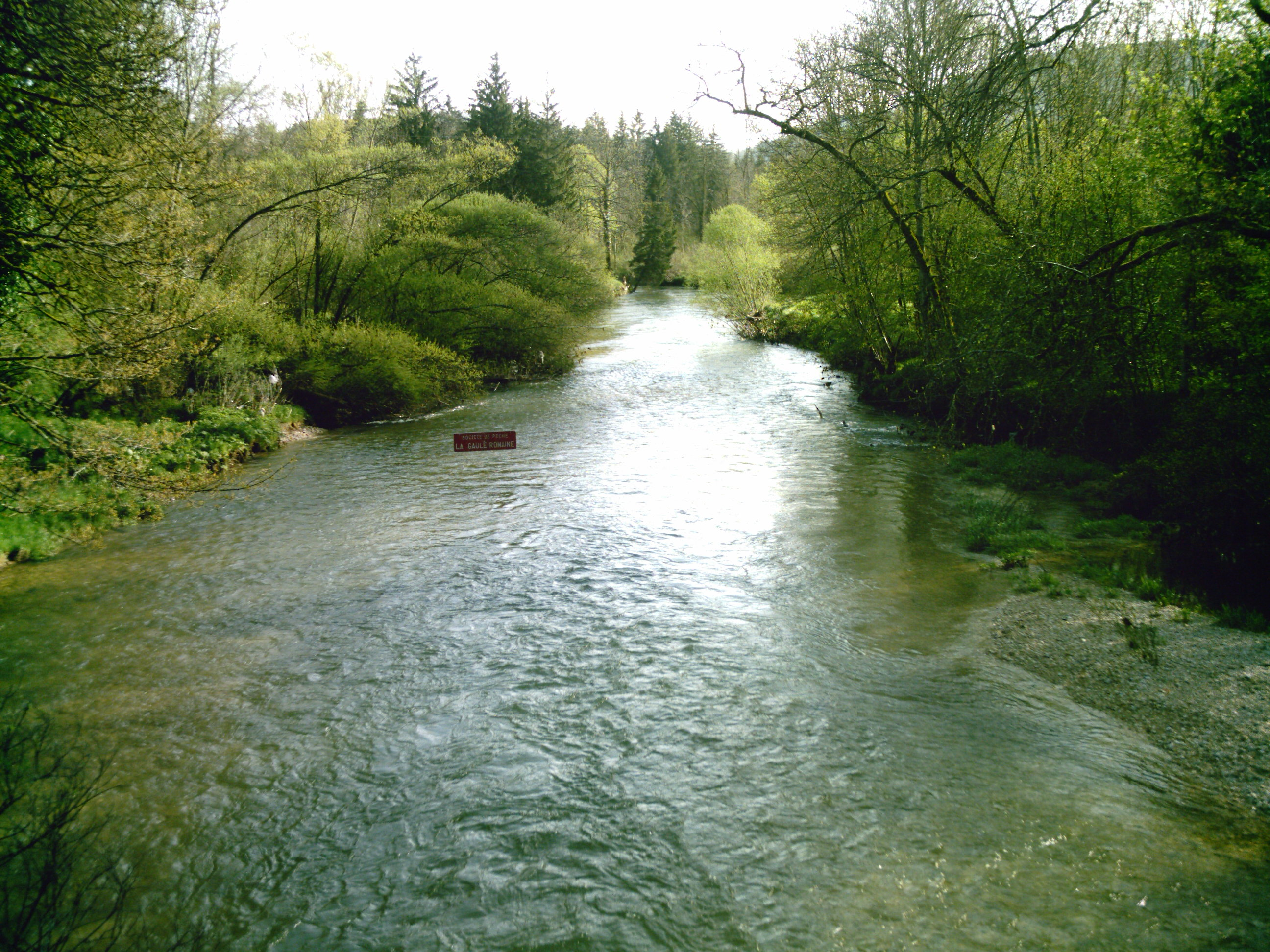
L'Oignin.

Le territoire communal est longé par la rivière l'Oignin qui est alimentée par les deux biefs l'Évouaz et le Bionnaz et qui sert de limite à l'est de la commune. Au Moyen Âge, l'Oignin permettait de faire tourner le moulin de Gravière. Puis, pendant le dernier demi-siècle, il alimente les turbines de l'usine électrique du même nom.
Le Bionnaz ou bief de Volognat traverse le village du sud vers le nord en direction de l'Oignin sur une longueur de quatre kilomètres. Il longe la D 11 et serpente dans le village parfois en dessous des maisons. Le bief d'Évouaz traverse Mornay du sud au nord. Il marque le limite avec la commune d'Izernore.

#### Communes limitrophes
Le territoire de Nurieux-Volognat forme approximativement un rectangle. La frontière ouest est marquée par la crête du mont Berthiand, l'autre versant étant situé sur la commune de Leyssard. Au nord-nord-ouest se trouve Sonthonnax-la-Montagne puis Izernore au nord-est. À l'est, l'Oignin sépare Béard-Géovreissiat de Nurieux-Volognat. Brion puis Saint-Martin-du-Frêne, toujours à l'est et enfin Peyriat au sud.

### Climat
Pour des articles plus généraux, voir Climat d'Auvergne-Rhône-Alpes et Climat de l'Ain.
En 2010, le climat de la commune est de type climat de montagne, selon une étude du CNRS s'appuyant sur une série de données couvrant la période 1971-2000. En 2020, Météo-France publie une typologie des climats de la France métropolitaine dans laquelle la commune est dans une zone de transition entre le climat semi-continental et le climat de montagne et est dans la région climatique Jura, caractérisée par une forte pluviométrie en toutes saisons (1 000 à 1 500 mm/an), des hivers rigoureux et un ensoleillement médiocre.
Pour la période 1971-2000, la température annuelle moyenne est de 10,2 °C, avec une amplitude thermique annuelle de 17,3 °C. Le cumul annuel moyen de précipitations est de 1 450 mm, avec 11,9 jours de précipitations en janvier et 8,7 jours en juillet. Pour la période 1991-2020, la température moyenne annuelle observée sur la station météorologique de Météo-France la plus proche, « Vieu », sur la commune de Vieu-d'Izenave à 11 km à vol d'oiseau, est de 9,4 °C et le cumul annuel moyen de précipitations est de 1 610,3 mm,. Pour l'avenir, les paramètres climatiques de la commune estimés pour 2050 selon différents scénarios d'émission de gaz à effet de serre sont consultables sur un site dédié publié par Météo-France en novembre 2022.

### Voies de communication et transports

#### Voies routières
Le village se trouve à environ 4 kilomètres de l'entrée "La Croix Châlon" de l'autoroute A 404. Celle-ci rejoint l'autoroute A 40 6 kilomètres en direction du sud.
Nurieux-Volognat est située le long de la route départementale 979 en direction de Bourg-en-Bresse en passant par le col de Berthiand. De l'autre côté, elle rejoint Montréal-la-Cluse (la Cluse), et se trouve prolongée par la route départementale 1084 en direction de Bellegarde-sur-Valserine, en passant par Nantua. Le passage du col de Berthiand interdit l'accès aux poids-lourds, et limite donc le passage des camions dans la commune.
Nurieux et Volognat sont également traversées par la route départementale 11 qui relie Cerdon à Matafelon-Granges.

#### Transport ferroviaire
La ligne du Haut-Bugey a été rénovée en vue du passage du TGV le long de la ligne Paris - Genève, mais également pour la desserte des TER. Il ne s'agit pas d'une ligne à grande vitesse, c'est-à-dire que les trains circulent à des vitesses d'environ 80 à 120 km/h.
Nurieux a été choisi pour accueillir une halte. Les travaux ont débuté par la démolition, en 2007, des quais, et des voies existantes. Par la suite, la construction d'un tunnel sous les voies et de deux ascenseurs permettant l'accès aux quais a eu lieu. L'ancienne gare vieille de plus de cent ans a été abattue en octobre 2008 pour permettre la construction d'un bâtiment plus moderne et plus proche des nouveaux quais.

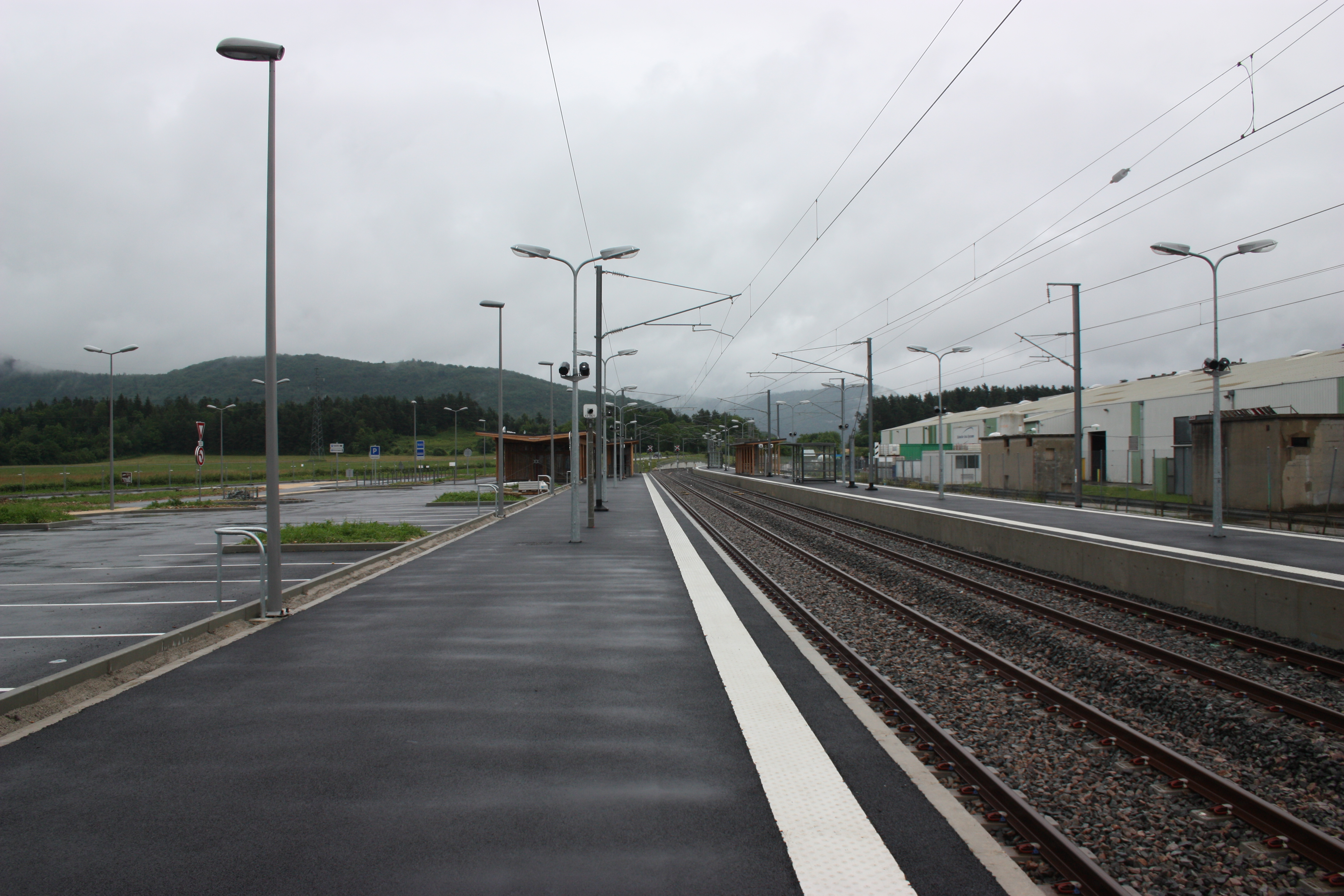
La gare côté voies en 2010.
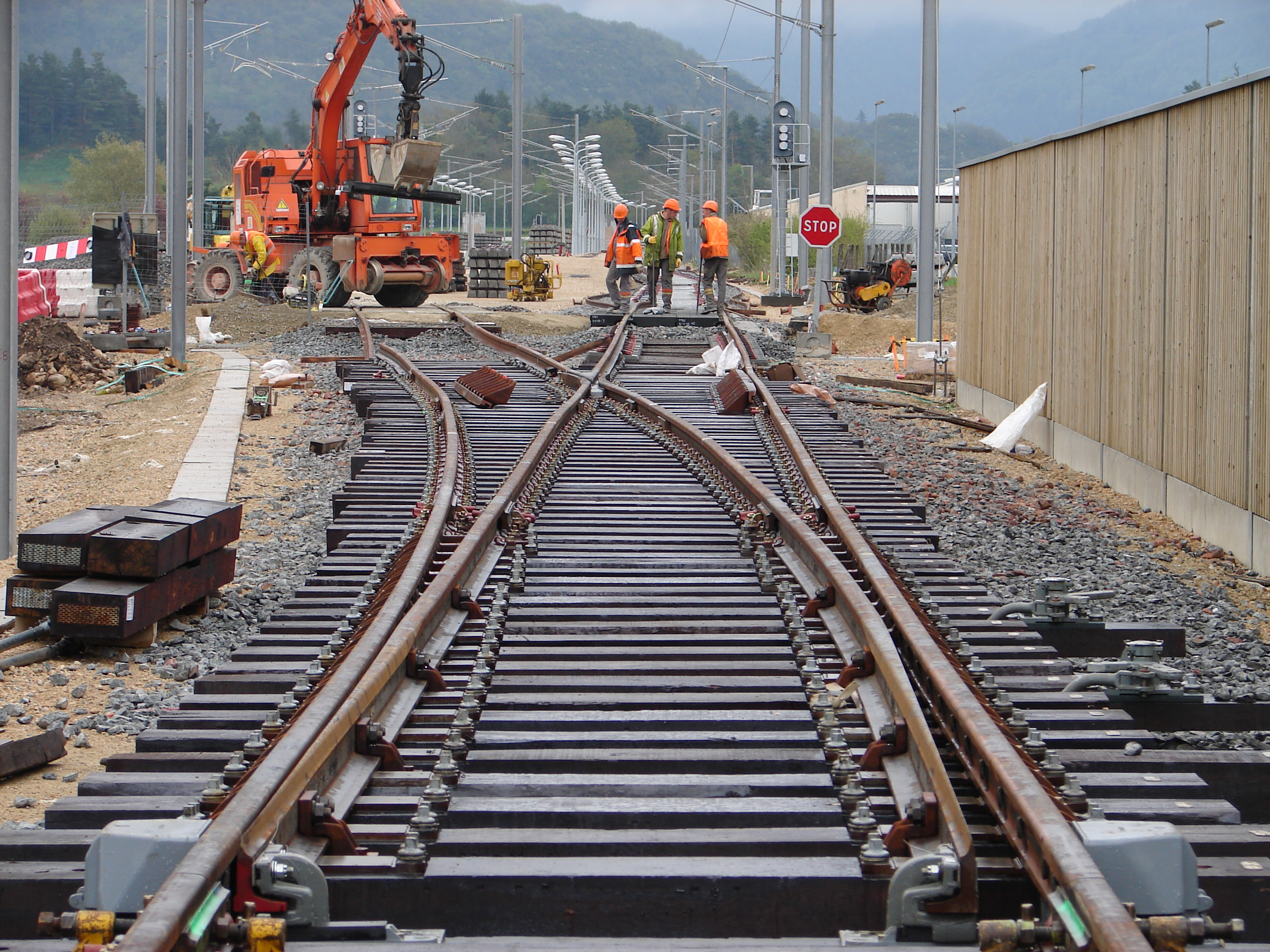
L'entrée en gare depuis Bourg.
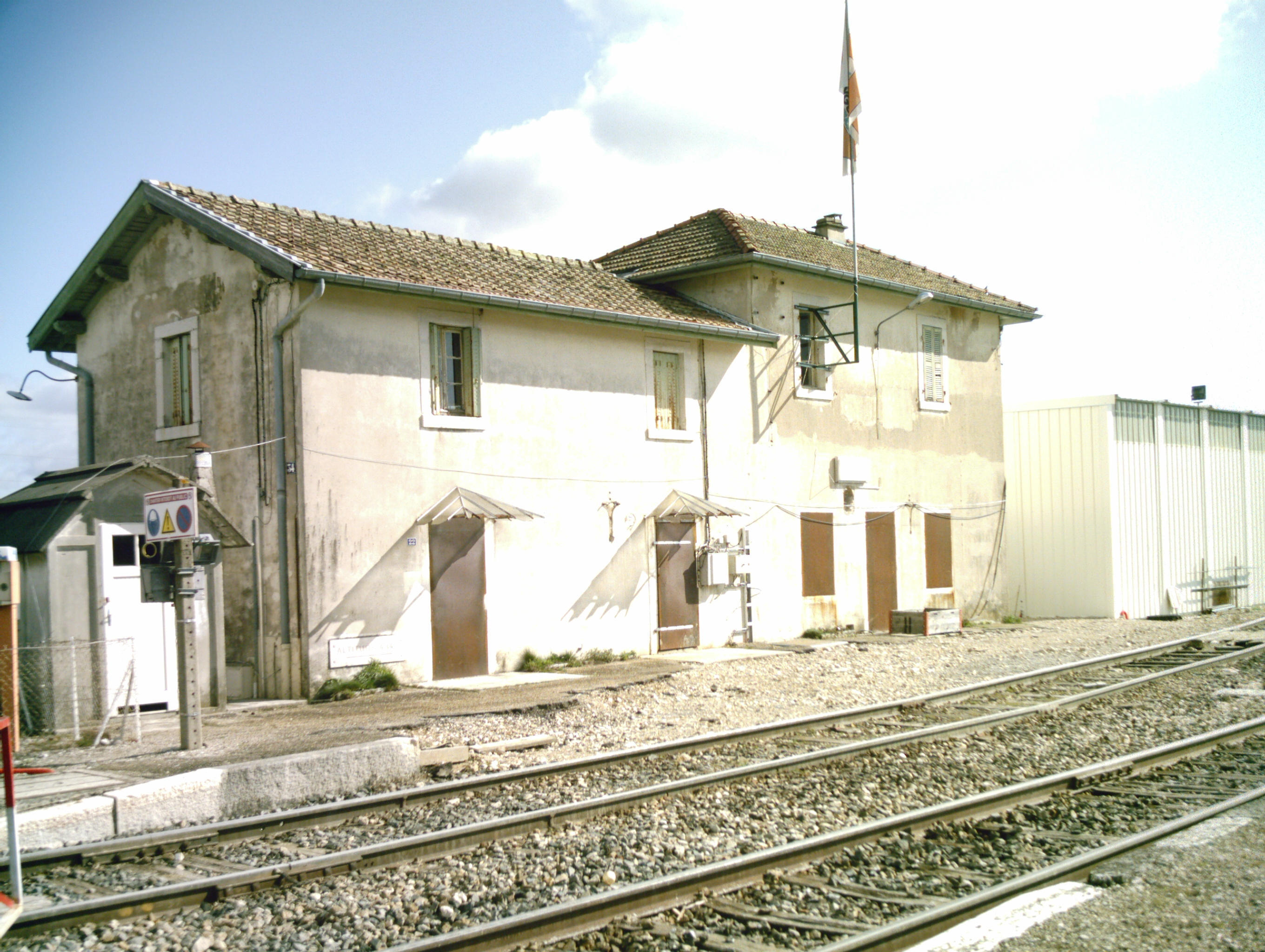
L'ancienne gare de Nurieux-Volognat.
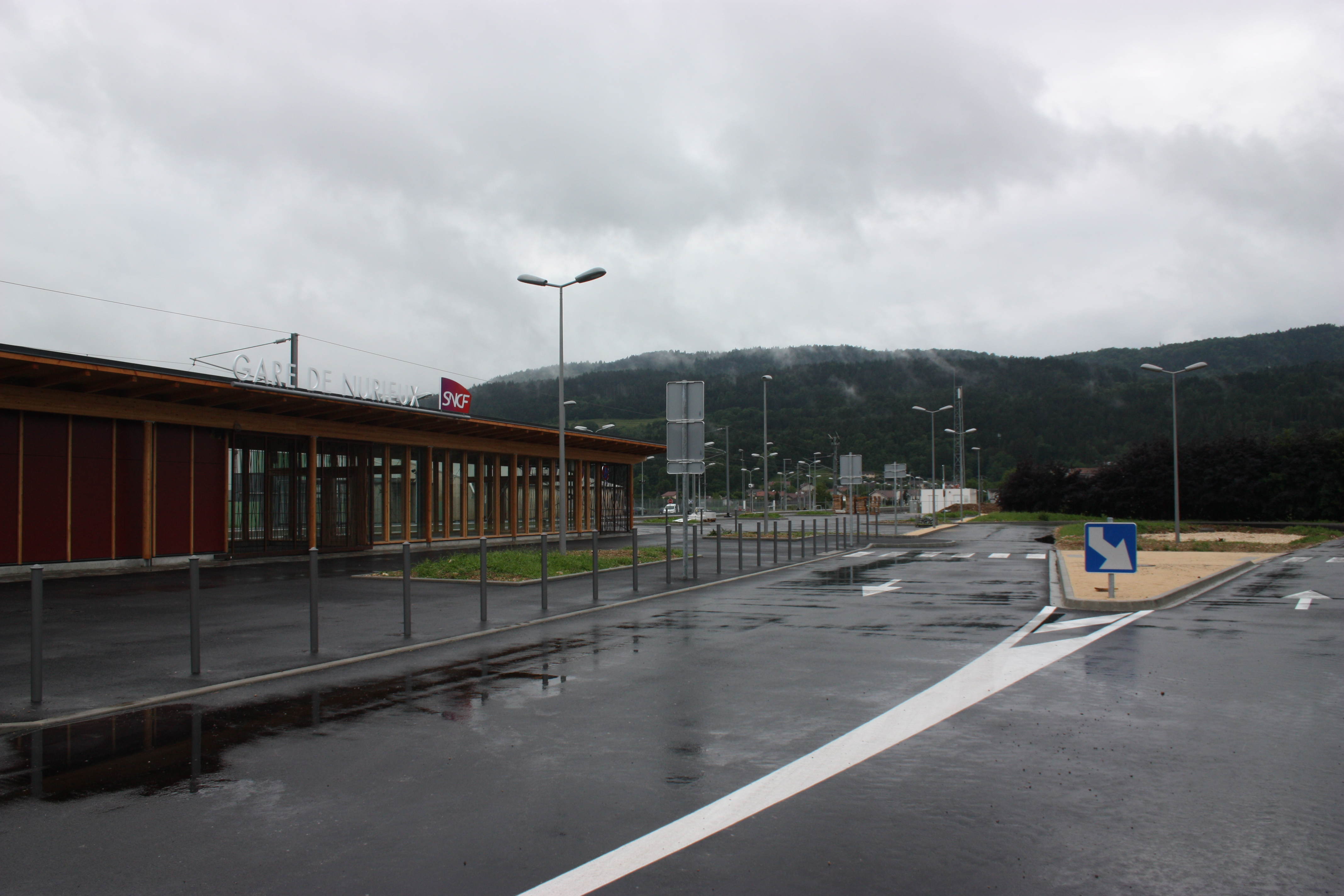
La nouvelle gare de Nurieux.

La halte est composée de trois voies et de deux quais. La quai central est long de 400 mètres et réservé au TGV, le latéral est utilisé pour les TER et sera long de 200 mètres. La voie opposée à la gare, est la voie dite directe. Elle sera empruntée à partir du 12 décembre 2010 par les TGV ne s'arrêtant pas à Nurieux-Volognat.
Ces travaux sont également l'occasion d'un aménagement du réseau routier à l'entrée de la commune, avec notamment la construction d'un carrefour giratoire sur la route départementale 979, permettant un accès direct au parking de la gare, et desservant également la future zone industrielle.
Les prévisions SNCF du début de l'année 2009 offre deux arrêts TGV par jour. Ceci pour permettre aux habitants du secteur de pouvoir effectuer une journée complète à Paris, avec un départ tôt le matin à 6 h 45 en semaine et 8 h 30 les samedi et dimanche. Un arrêt dans le sens des retours est fixé à 20 h 30.

## Urbanisme

### Typologie
Au 1er janvier 2024, Nurieux-Volognat est catégorisée commune rurale à habitat dispersé, selon la nouvelle grille communale de densité à 7 niveaux définie par l'Insee en 2022.
Elle est située hors unité urbaine. Par ailleurs la commune fait partie de l'aire d'attraction d'Oyonnax, dont elle est une commune de la couronne,. Cette aire, qui regroupe 40 communes, est catégorisée dans les aires de 50 000 à moins de 200 000 habitants,.

### Occupation des sols
L'occupation des sols de la commune, telle qu'elle ressort de la base de données européenne d’occupation biophysique des sols Corine Land Cover (CLC), est marquée par l'importance des forêts et milieux semi-naturels (53,8 % en 2018), en diminution par rapport à 1990 (55,8 %). La répartition détaillée en 2018 est la suivante : 
forêts (53,8 %), prairies (29,1 %), terres arables (6,3 %), zones urbanisées (4,8 %), zones agricoles hétérogènes (4,4 %), zones industrielles ou commerciales et réseaux de communication (1,6 %).
L'évolution de l’occupation des sols de la commune et de ses infrastructures peut être observée sur les différentes représentations cartographiques du territoire : la carte de Cassini (XVIIIe siècle), la carte d'état-major (1820-1866) et les cartes ou photos aériennes de l'IGN pour la période actuelle (1950 à aujourd'hui).

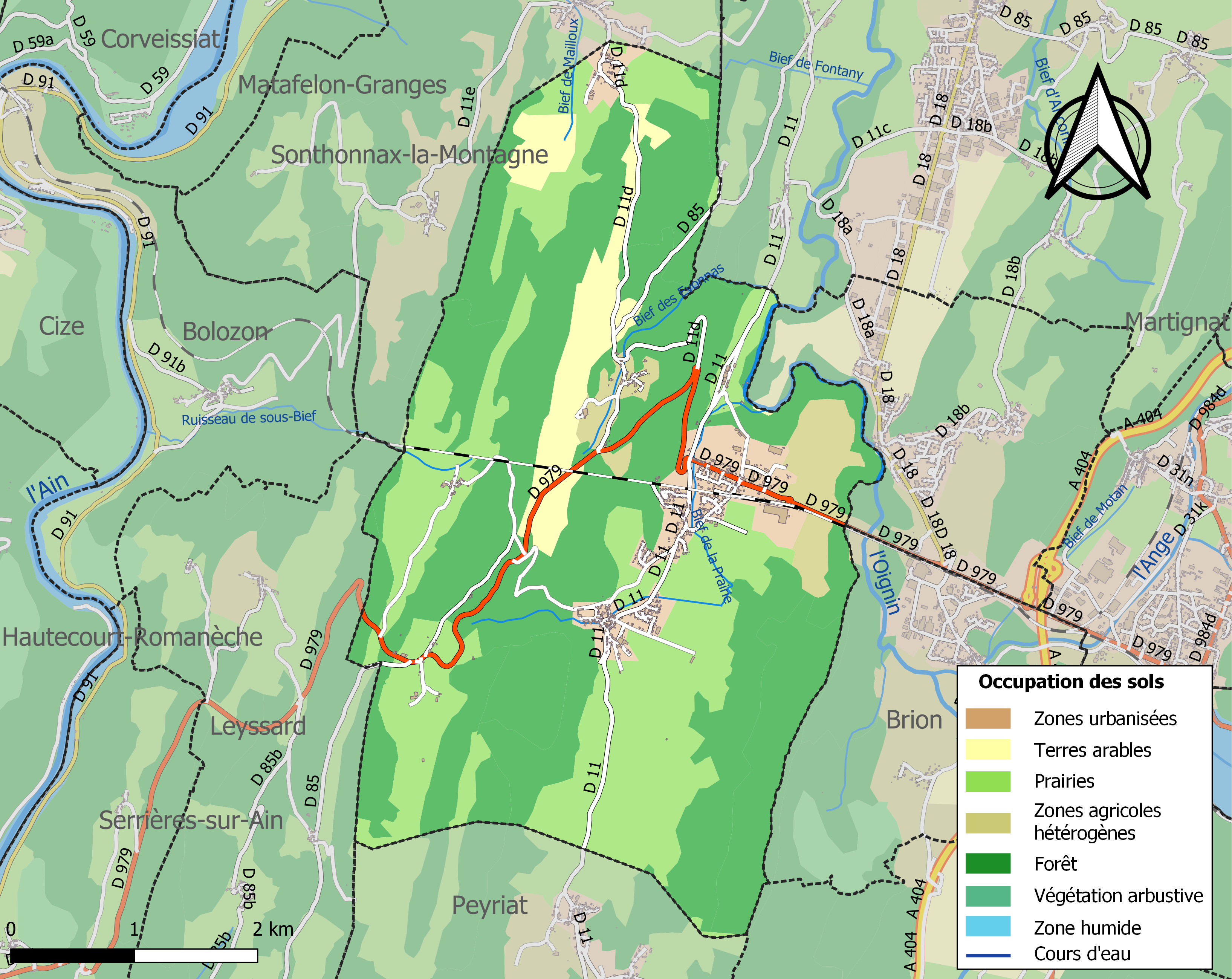
Carte des infrastructures et de l'occupation des sols de la commune en 2018 (CLC).

#### Morphologie urbaine
Nurieux-Volognat est divisée en trois secteurs. Mornay à flanc de montagne et Volognat sont les chefs-lieux des deux communes qui se sont unies en 1973. Elles sont composées d'habitats relativement anciens et de peu d'industries. Au contraire, Nurieux, le long de la départementale 979, possède des habitats plus récents. Plusieurs industries y sont implantées ainsi qu'une gare SNCF conçue pour les TER et TGV.
Les hameaux de Vers et de Crépiat sont situés également sur la montagne et sont composés de fermes et d'habitats anciens.

#### Logement
Le nombre total de logements dans la commune est de 375. Parmi ces logements, 89,9 % sont des résidences principales, 6,4 % sont des résidences secondaires et 3,7 % sont des logements vacants. Ces logements sont pour une part de 80,7 % des maisons individuelles, 16,9 % sont d'autre part des appartements et enfin seulement 2,4 % sont des logements d'un autre type. La part d'habitants propriétaires de leur logement est de 70,9 %. Ce qui est supérieur à la moyenne nationale qui se monte à près de 55,3 %. En conséquence, la part de locataires est de 23,1 % sur l'ensemble des logements est inversement inférieure à la moyenne nationale qui est de 39,8 %. On peut noter également que 5,9 % des habitants de la commune sont des personnes logées gratuitement alors qu'au niveau de l'ensemble de la France le pourcentage est de 4,9 %. Toujours sur l'ensemble des logements de la commune, 0,9 % sont des studios, 5,6 % sont des logements de deux pièces, 14,2 % en ont trois, 31,5 % des logements disposent de quatre pièces, et 47,8 % des logements ont cinq pièces ou plus.

## Histoire

### Toponymie
Le nom de Nurieux-Volognat est issu de la fusion en 1973 des deux communes de Mornay, dont Nurieux était un hameau, et de Volognat.

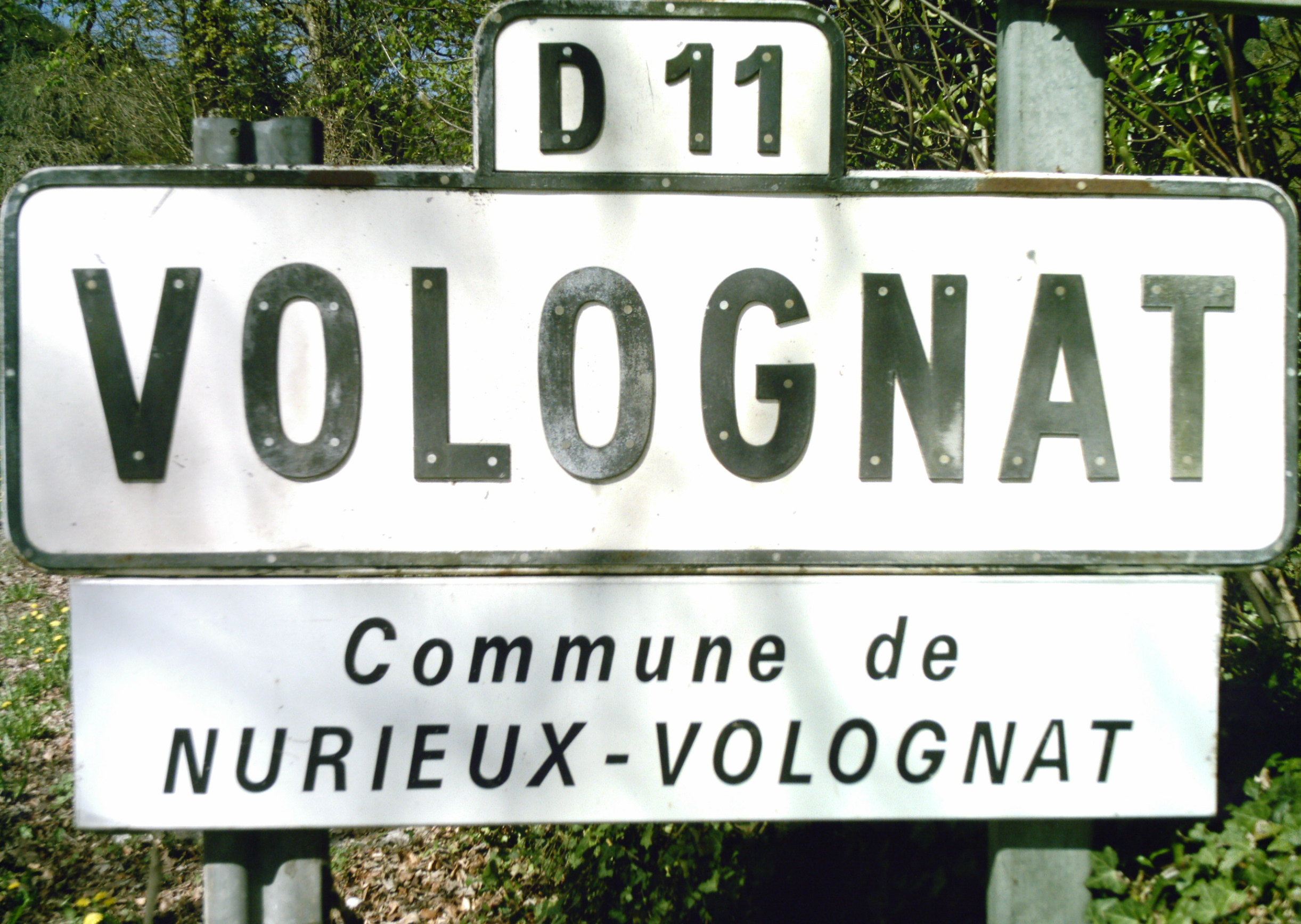
Panneau d'entrée de Volognat.

### Héraldique
| Blason de Nurieux-Volognat | Blason  | D’argent au lion de sable.                       |
| Blason de Nurieux-Volognat | Détails | Le statut officiel du blason reste à déterminer. |

### Ancienne commune de Volognat
Le nom de la commune de Volognat n'a cessé de changer au cours des siècles, en voici la liste :
| Volognat    | Volognat            |  | Berthiand | Berthiand               |
| ----------- | ------------------- |  | --------- | ----------------------- |
| Date        | Nom                 |  | Date      | Nom                     |
| ?           | Volumniacus         |  | 1483      | In monte supra Bertuans |
| 1165        | Mansus de Voloniaco |  | 1808      | Bertiand                |
| 1299        | Volumpnia           |  | 1843      | Granges Bertiant        |
| 1394        | Voloignia           |  | 1887      | Berthiand               |
| XVIe siècle | Vollogna            |  |           |                         |
| 1611        | Vollagniaz          |  |           |                         |
| 1743        | Vollognat           |  |           |                         |
| 1789        | Vologniat           |  |           |                         |

Le site de Volognat était habité à l'époque celtique. La paroisse, placée sous le vocable de saint Martin existait déjà au haut Moyen Âge et dépendait des seigneurs de Coligny, puis de ceux de Thoire. Ces derniers donnèrent la terre de Volognat en fief à la maison de Mornay. La seigneurie de Volognat perdurera jusqu'à la Révolution française.
Volognat traverse les siècles suivants sans trop de bouleversements. En 1973, elle unit son destin avec sa voisine Mornay en fusionnant avec cette dernière.
| 1666 | 1791        | 1808 | 1846 | 1891 | 1941 | 1973 |
| ---- | ----------- | ---- | ---- | ---- | ---- | ---- |
| 200  | 298 52 feux | 350  | 400  | 269  | 182  | 160  |

NB : de 1664 à 1774 sous l'Ancien Régime le reccessement était exprimé en « feux » qui correspond à une famille moyenne de 5 personnes.

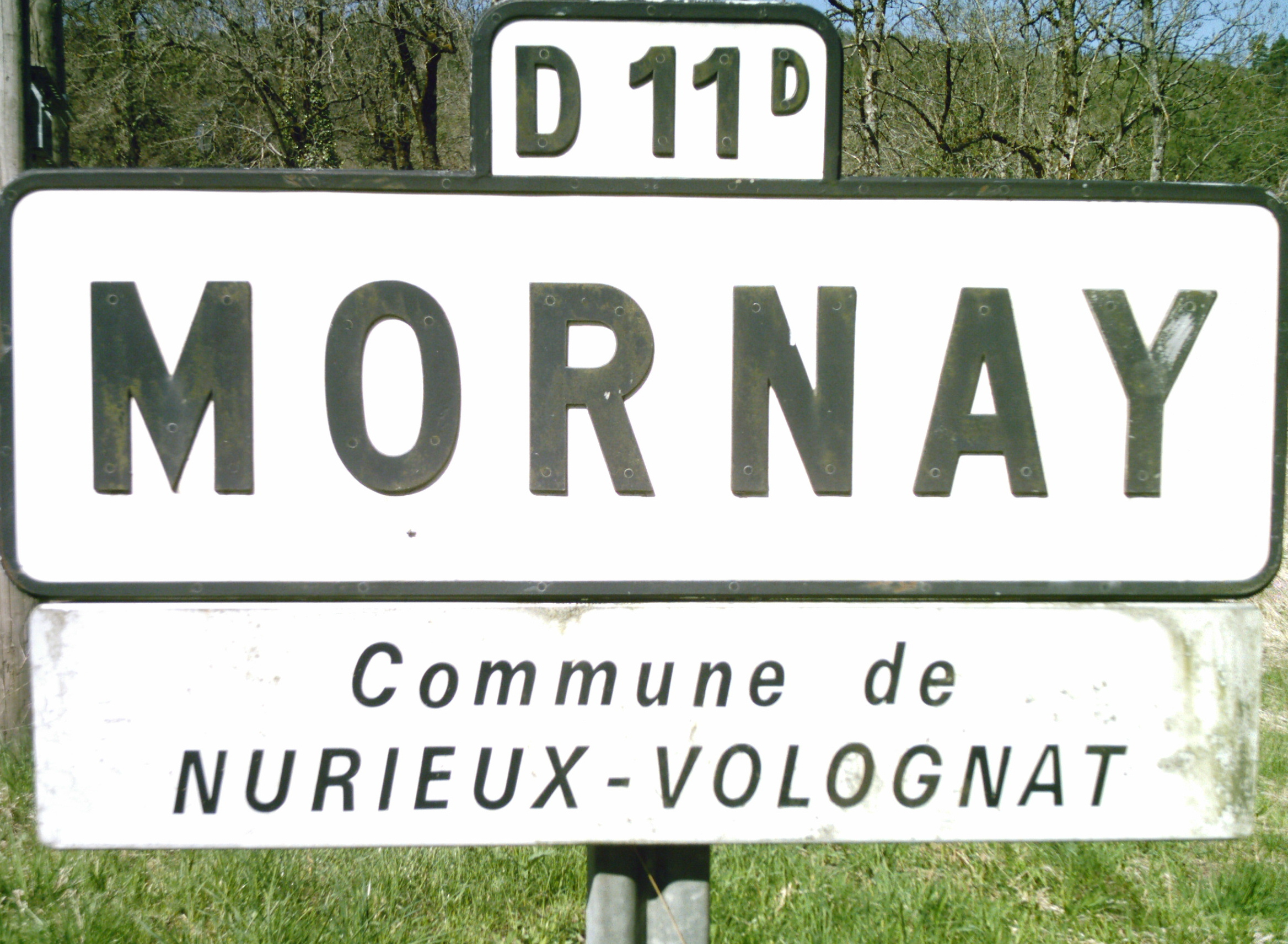
Panneau d'entrée de Mornay.

### Ancienne commune de Mornay
Il en est de même pour les communes et hameaux de Mornay, et Nurieux :
| Nurieux       | Nurieux |  | Mornay | Mornay   |  | Crépiat       | Crépiat   |  | Vers | Vers                     |
| ------------- | ------- |  | ------ | -------- |  | ------------- | --------- |  | ---- | ------------------------ |
| Date          | Nom     |  | Date   | Nom      |  | Date          | Nom       |  | Date | Nom                      |
| 1299          | Niruel  |  | 1164   | Moornaco |  | 1394          | Crépia    |  | 1299 | Apud Vert                |
| 1337          | Neyruel |  | 1176   | Mornacus |  | 1483          | Crepiacus |  | 1510 | Vert parrochie de Mornay |
| 1650          | Nuyriel |  | 1250   | Mornais  |  | 1503          | Crépiaz   |  | 1650 | Vers                     |
| XVIIIe siècle | Nurieu  |  | 1306   | Mornay   |  | XVIIIe siècle | Crépiat   |  |      |                          |

Le territoire de Mornay était déjà occupé à l'âge du bronze. La voie romaine Lyon-Besançon le traverse et des cimetières des époques burgondes et mérovingiennes ont été mis au jour au XIXe siècle.
Au Moyen Âge, la seigneurie de Mornay passa des mains de la famille de Mornay à celles des Chalant, Verjon, Moyria pour être vendue en 1770 au baron d'Heyriat, Jean-Pierre-Emmanuel Laguette.
À la Révolution, Mornay devient chef-lieu de canton mais est remplacé en 1827 par Izernore.
Aux XIXe et XXe siècles, le hameau de Nurieux connaît un grand essor économique et démographique avec la construction en 1875 de la ligne de chemin de fer Bourg-La Cluse et l'apparition de la gare à Nurieux. Le percement du tunnel sous la montagne du Berthiand nécessita beaucoup de main-d'œuvre ouvrière et de mineurs.
Vers 1890, Emmanuel Reffay, un meunier jurassien, fit construire une minoterie à proximité de l'Oignin. Celle-ci était pourvue d'un moulin à eau relié à une centrale électrique nécessaire pour lui fournir l'énergie. Mais la production en électricité étant excédentaire, elle permit d'alimenter, vers 1902, les villages de Nurieux et Izernore. En 1912, les dirigeants de la minoterie créèrent la société « Les Forces de l'Oignin » et assurèrent l'électrification de tout le canton d'Izernore. Cette société fut neutralisée en 1946, et l'usine fut vendue en 1958 à la société « Stamp », qui deviendra une importante usine de transformation de matières plastiques.
Henry Massonnet est le fondateur de cette société, il achète une première partie des bâtiments le 7 octobre 1958, et la seconde (à l'ouest de la RD 11) le 19 décembre 1962. L'entreprise s'est spécialisée dans la fabrication de grands bacs, ayant une capacité de 1 500 litres, puis dans des objets plus petits destinés à un public plus large tels des casiers à bouteilles ou des glacières de camping.
La plus célèbre invention d'Henry Massonnet est le tabouret « Tam Tam ». Il a été conçu, en 1967, à la demande de sa clientèle qui souhaitait un « petit tabouret qui pourrait servir aussi aux pêcheurs ». D'une forme « paraboloïde hyperbolique », à ses débuts, il était peu apprécié, jusqu'à la parution d'un reportage sur la propriété de Brigitte Bardot, « La Madrague », à Saint Tropez. On y voyait un de ces tabourets au milieu du salon. Ceci permit d'augmenter  les ventes, et la société produisait entre 500 000 et 600 000 pièces par an. Aujourd'hui, il inspire nombre de designers qui le décline sous une infinité de couleurs et de motifs.
Lors de la fusion avec Volognat en 1973, c'est le nom de Nurieux, le hameau, qui est conservé au détriment de Mornay et au grand dam des habitants de l'ancien chef-lieu. Néanmoins c'est le code INSEE  de Mornay (01267) qui est attribué à la nouvelle commune.
| 1666    | 1790 | 1808 | 1846 | 1891 | 1906 | 1941 | 1973 |
| ------- | ---- | ---- | ---- | ---- | ---- | ---- | ---- |
| 45 feux | 445  | 533  | 512  | 335  | 281  | 239  | 340  |

NB : de 1664 à 1774 sous l'Ancien Régime le recensement était exprimé en « feux » qui correspond à une famille moyenne de 5 personnes.

## Politique et administration

### Tendances et résultats politiques
- Résultats électoraux en ligne sur le site du Ministère de l'Intérieur

Élections présidentielles, résultats des deuxièmes tours :
- élection présidentielle de 2007 : 71,53 % pour M. Nicolas Sarkozy (UMP), 28,47 % pour Mme Ségolène Royal (PS), 86,09 % de participation.
- élection présidentielle de 2002 : 78,72 % pour M. Jacques Chirac (UMP), 21,28 % pour M. Jean-Marie Le Pen (FN), 61,06 % de participation.

Élections législatives, résultats des deuxièmes tours :
- élections législatives de 2007 : 50,51 % pour  M. Charles de La Verpillière (UMP) (Élu au premier tour), 56,25 % de participation.
- élections législatives de 2002 : 67,01 % pour M. Lucien Guichon (UMP), 39,99 % pour Mme Éliane Drut-Gorju (PS), 53,95 % de participation.

Élections européennes, résultats des deux ou trois meilleurs scores :
- élections européennes de 2009[29] : 27,55 % pour Mme Françoise Grossetête (UMP), 13,96 % pour Mme Michèle Rivasi (VEC), 39,57 % de participation.
- élections européennes de 2004 : 17,96 % pour M. Thierry Cornillet (UDF), 17,48 % pour Mme Françoise Grossetête (UMP), 17,48 % pour M. Jean-Marie Le Pen (FN), 34,87 % de participation.

Élections régionales, résultats des deux meilleurs scores :
- élections régionales de 2004 : 44,97 % pour Mme Anne-Marie Comparini (LDR), 34,92 % pour M. Jean-Jack Queyranne (LGA), 59,36 % de participation.

Élections cantonales, résultats des deuxièmes tours :
- élections cantonales de 2008 : 55,28 % pour M. Mario Borroni (DVG), 29,17 % pour M. Michel Colletaz (UMP), 77,47 % de participation.
- élections cantonales de 2001[30] : 51,19 % pour Mme Laurence Jeanneret-Nguyen (DL), 48,81 % pour M. Michel Genoux (DVD), 60,42 % de participation.

Élections municipales, résultats des deuxièmes tours :
- élections municipales de 2008 : M. Michel Genoux est élu pour un troisième mandat de maire, résultats complets sur le site du ministère de l'Intérieur, 77,24 % de participation.
- élections municipales de 2001 : M. Michel Genoux est élu pour un deuxième mandat de maire, - % de participation.

Référendums :
- Référendum de 2005 relatif au traité établissant une Constitution pour l'Europe : 42,66 % pour le "Oui", 57,34 % pour le "Non", 69,69 % de participation.

### Administration municipale
| Période   | Période   | Identité        | Étiquette | Qualité                                   |
| --------- | --------- | --------------- | --------- | ----------------------------------------- |
| mars 1973 | mars 1983 | Henry Massonnet | UDF       | Chef d'entreprise, ancien maire de Mornay |
| mars 1983 | juin 1995 | Simone Benoît   | DVD       |                                           |
| juin 1995 | mars 2014 | Michel Genoux   | DVD       |                                           |
| mars 2014 | En cours  | Arlette Berger  | DVG       | Retraitée                                 |

### Intercommunalité
La commune fait partie de la communauté de communes du Haut Bugey.

## Population et société

### Démographie

#### Évolution démographique
L'évolution du nombre d'habitants est connue à travers les recensements de la population effectués dans la commune depuis 1793. Pour les communes de moins de 10 000 habitants, une enquête de recensement portant sur toute la population est réalisée tous les cinq ans, les populations de référence des années intermédiaires étant quant à elles estimées par interpolation ou extrapolation. Pour la commune, le premier recensement exhaustif entrant dans le cadre du nouveau dispositif a été réalisé en 2006.
En 2022, la commune comptait 973 habitants, en évolution de −5,53 % par rapport à 2016 (Ain : +5,15 %, France hors Mayotte : +2,11 %).
| 1793 | 1800 | 1806 | 1821 | 1831 | 1836 | 1841 | 1846 | 1851 |
| ---- | ---- | ---- | ---- | ---- | ---- | ---- | ---- | ---- |
| 458  | 405  | 533  | 698  | 463  | 500  | 470  | 512  | 484  |

| 1856 | 1861 | 1866 | 1872 | 1876 | 1881 | 1886 | 1891 | 1896 |
| ---- | ---- | ---- | ---- | ---- | ---- | ---- | ---- | ---- |
| 453  | 422  | 406  | 410  | 360  | 332  | 321  | 335  | 336  |

| 1901 | 1906 | 1911 | 1921 | 1926 | 1931 | 1936 | 1946 | 1954 |
| ---- | ---- | ---- | ---- | ---- | ---- | ---- | ---- | ---- |
| 317  | 281  | 303  | 271  | 304  | 282  | 269  | 264  | 290  |

| 1962 | 1968 | 1975 | 1982 | 1990 | 1999 | 2006  | 2011  | 2016  |
| ---- | ---- | ---- | ---- | ---- | ---- | ----- | ----- | ----- |
| 297  | 340  | 567  | 656  | 856  | 952  | 1 045 | 1 044 | 1 030 |

| 2021 | 2022 | - | - | - | - | - | - | - |
| ---- | ---- | - | - | - | - | - | - | - |
| 990  | 973  | - | - | - | - | - | - | - |

#### Pyramides des âges
En 2021, le taux de personnes d'un âge inférieur à 30 ans s'élève à 31,2 %, soit en dessous de la moyenne départementale (35,3 %). À l'inverse, le taux de personnes d'âge supérieur à 60 ans est de 26,8 % la même année, alors qu'il est de 24,3 % au niveau départemental.
En 2021, la commune comptait 503 hommes pour 487 femmes, soit un taux de 50,81 % d'hommes, légèrement supérieur au taux départemental (49,35 %).
Les pyramides des âges de la commune et du département s'établissent comme suit :
| Hommes | Classe d’âge | Femmes |
| ------ | ------------ | ------ |
| 0,2    | 90 ou +      | 0,2    |
| 6,7    | 75-89 ans    | 8,4    |
| 18,8   | 60-74 ans    | 19,4   |
| 25,3   | 45-59 ans    | 26,7   |
| 16,8   | 30-44 ans    | 15,3   |
| 16,7   | 15-29 ans    | 14,9   |
| 15,6   | 0-14 ans     | 15,1   |

| Hommes | Classe d’âge | Femmes |
| ------ | ------------ | ------ |
| 0,6    | 90 ou +      | 1,6    |
| 6,3    | 75-89 ans    | 8,1    |
| 15,5   | 60-74 ans    | 16,2   |
| 21     | 45-59 ans    | 20,4   |
| 19,8   | 30-44 ans    | 19,8   |
| 16,4   | 15-29 ans    | 15     |
| 20,4   | 0-14 ans     | 18,9   |

### Enseignement

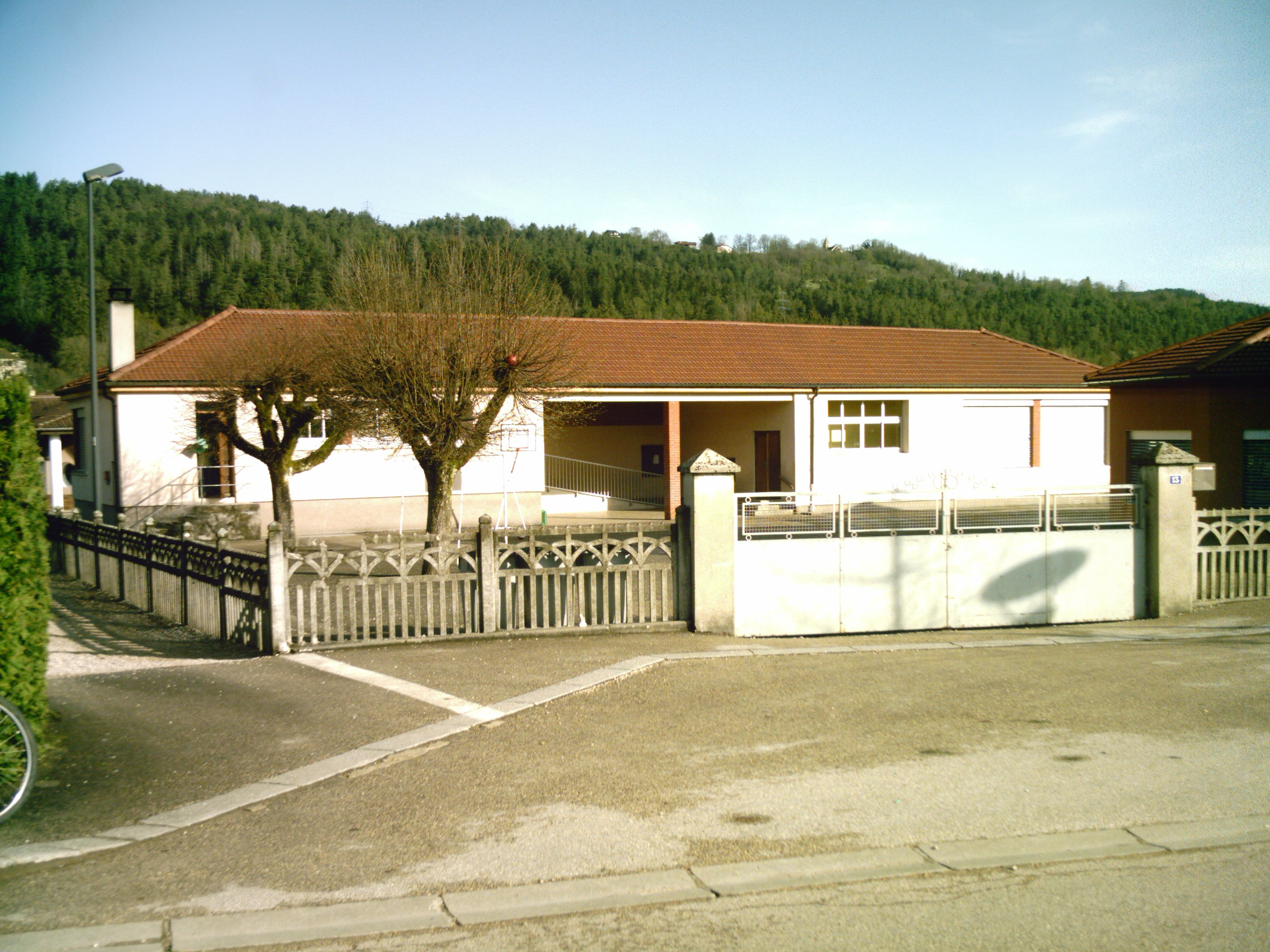
L'école de Nurieux.

#### Enseignement primaire
Durant des années, trois écoles ont existé à Nurieux-Volognat. Mornay et Volognat possédaient chacun leur école. En 1924, l'école de Nurieux est construite. À la fin des années 1980, les écoles de Mornay et de Volognat ferment.
Il ne reste aujourd'hui que cette dernière, qui a été agrandie et complétée par une école maternelle en 1990.
Le groupe scolaire a une capacité d'accueil de 150 élèves, même si leur nombre varie entre 115 et 120. Le groupe est également composé d'une cantine et d'une bibliothèque, cette dernière étant ouverte aux écoliers, mais également à la population.
L'établissement accueille également les enfants de primaire de la commune de Ceignes.

#### Collège et lycée
Le collège le plus proche de Nurieux-Volognat est le collège Théodore-Rosset de Montréal-la-Cluse. Le département de l'Ain met à disposition un transport scolaire gratuit le matin et le soir qui passe par plusieurs arrêts dans les différents hameaux de la commune.
Il en est de même pour le transport jusqu'au lycée. Nurieux-Volognat se situe dans le secteur du lycée Xavier-Bichat de Nantua, mais certaines navettes permettent aux jeunes d'aller jusqu'aux lycées Arbez-Carme de Bellignat ou Paul-Painlevé d'Oyonnax suivant les orientations choisies.

### Jumelages
La commune n'a pas développé d'association de jumelage.

### Santé
Les pharmacies les plus proches sont celles d'Izernore et de Montréal-la-Cluse. Des médecins s'y trouvent également.
Nurieux-Volognat se situe dans le secteur du centre hospitalier du Haut-Bugey à Oyonnax. Ce bâtiment ouvert en 2007 a permis le regroupement des hôpitaux d'Oyonnax et de Nantua qui dataient de l'avant-guerre, mais également une mise aux normes de leurs infrastructures.

### Sports et loisirs

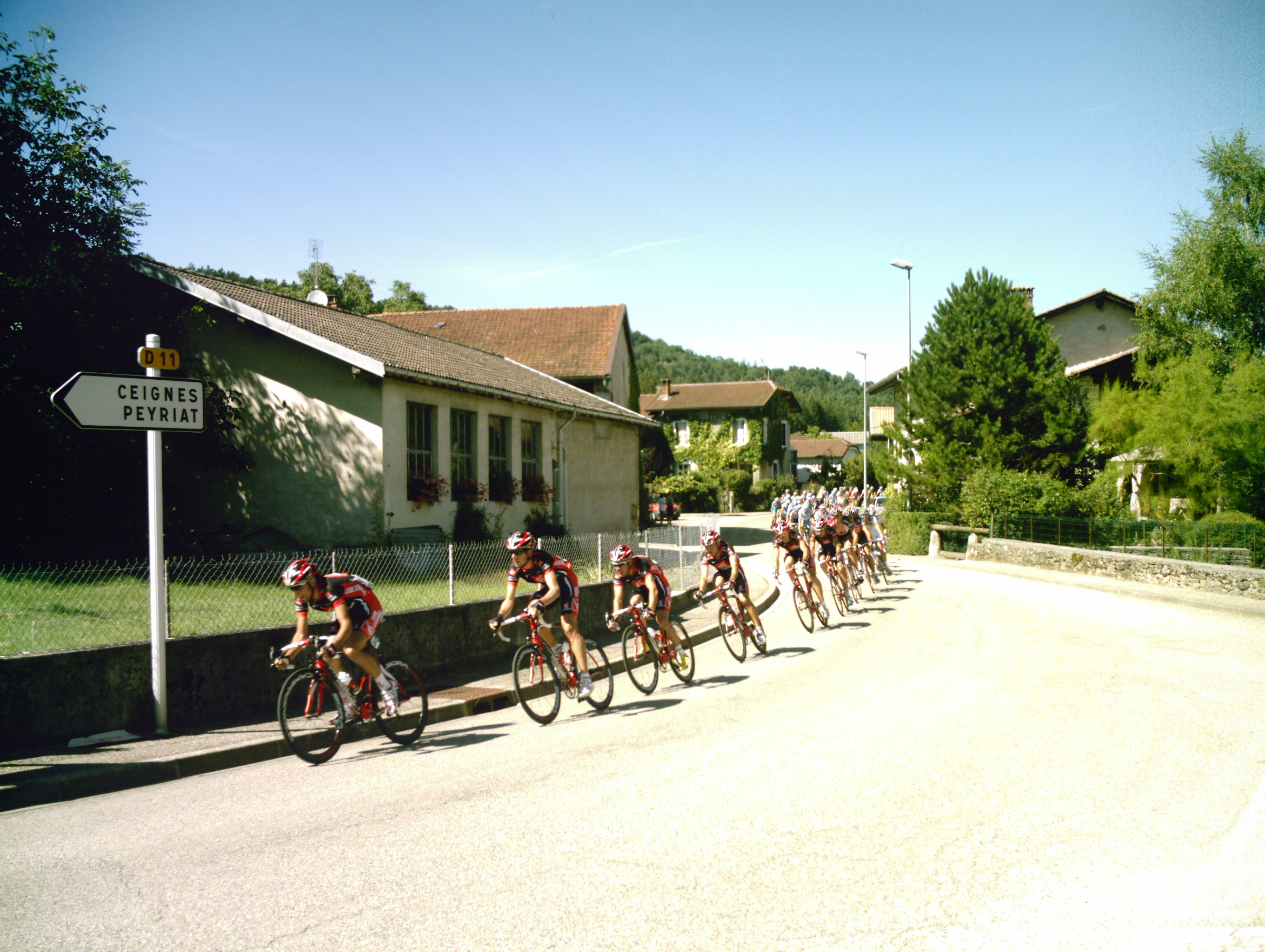
Tour de l'Ain 2008 à Nurieux.

Plusieurs associations sont regroupées dans la commune :
- Le Football-club de Nurieux-Volognat a été fondé en 1968 et permet aux jeunes de la commune, et des villages alentour, la pratique du football et de la compétition. Pour la saison 2007 - 2008, il y avait 2 équipes seniors et 4 équipes de jeunes. La première équipe senior évolue en deuxième Division de District. L'équipe s'entraîne et joue sur le terrain de football de Nurieux. Le football est également représenté par les vétérans du Football club.

Voici la liste des autres associations :
- Amis de Mornay Berthiand Vers
- Chasse
- Foyer Rural
- Lire à Nurieux-Volognat
- Les Fidèles de Nurieux
- Sou des écoles
- Don de Sang

### Médias
Le journal Le Progrès propose une édition locale aux communes du Haut-Bugey. Il parait du lundi au dimanche et traite des faits divers, des évènements sportifs et culturels au niveau local, national, et international. La chaîne France 3 Rhône Alpes Auvergne est disponible dans la région.

## Économie

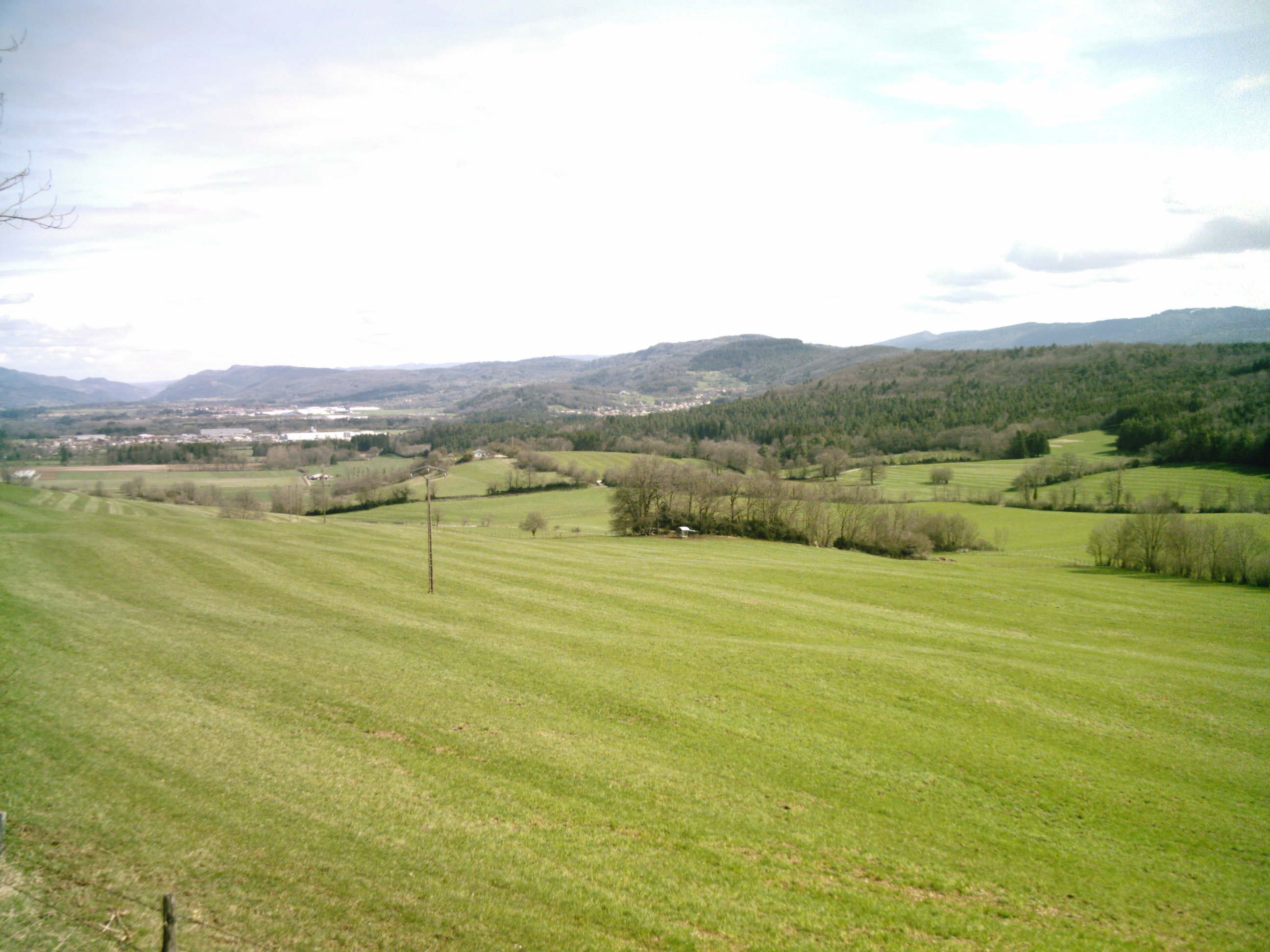
Nurieux-Volognat.

L'agriculture était l'activité principale du village jusqu'au début du XXe siècle. Mais les sols étant peu fertiles, les ressources s'en trouvaient limitées. Ainsi, chaque hiver, certains habitants partaient en Champagne ou en Lorraine comme peigneurs de chanvre pour gagner un peu d'argent. Actuellement le nombre d'exploitations agricoles est réduit à une dizaine, mais l'espace cultivé n'a pas diminué de surface, et le volume de production globale est en progression, grâce notamment aux moyens techniques agricoles d'aujourd'hui.
Mais aujourd'hui, Nurieux-Volognat étant située à proximité de la Plastics Vallée, l'industrialisation, avec une spécialisation dans la plasturgie depuis les années 1960, a pris le dessus. De nombreuses usines d'injection ou de fabrication de pièces en plastique y sont implantées. On y retrouve également des entreprises de mécanicien mouliste, et de polisseur à proximité.
Il existe aussi des entreprises artisanales et commerciales, tels la scierie, la menuiserie-charpentes, la maçonnerie, le terrassement, la plomberie-chauffage, les hôtels, les cafés-restaurants, ou les petits commerces.

### Revenus de la population et fiscalité
Selon l'enquête de l'INSEE en 1999, les revenus moyens par ménage sont de l'ordre de 16 733 euros par an, alors que la moyenne nationale est de 15 027 euros par an. Il n'y a pas de redevables de l'impôt de solidarité sur la fortune (ISF) à Nurieux-Volognat.

### Emploi
En 1999, la population de Nurieux-Volognat se répartissait à 49,9 % d'actifs, ce qui est légèrement supérieur au 45,2 % d'actifs de la moyenne nationale, 12,6 % de retraités, un chiffre inférieur au 18,2 % national. On dénombrait également 26,7 % de jeunes scolarisés et 10,8 % d'autres personnes sans activité.
Le taux d'activité  de la population des 20 à 59 ans de Nurieux-Volognat était de 86 %, avec un taux de chômage de 5,9 %, donc bien inférieur à la moyenne nationale de 12,9 % de chômeurs.
Répartition des emplois par domaine d'activité

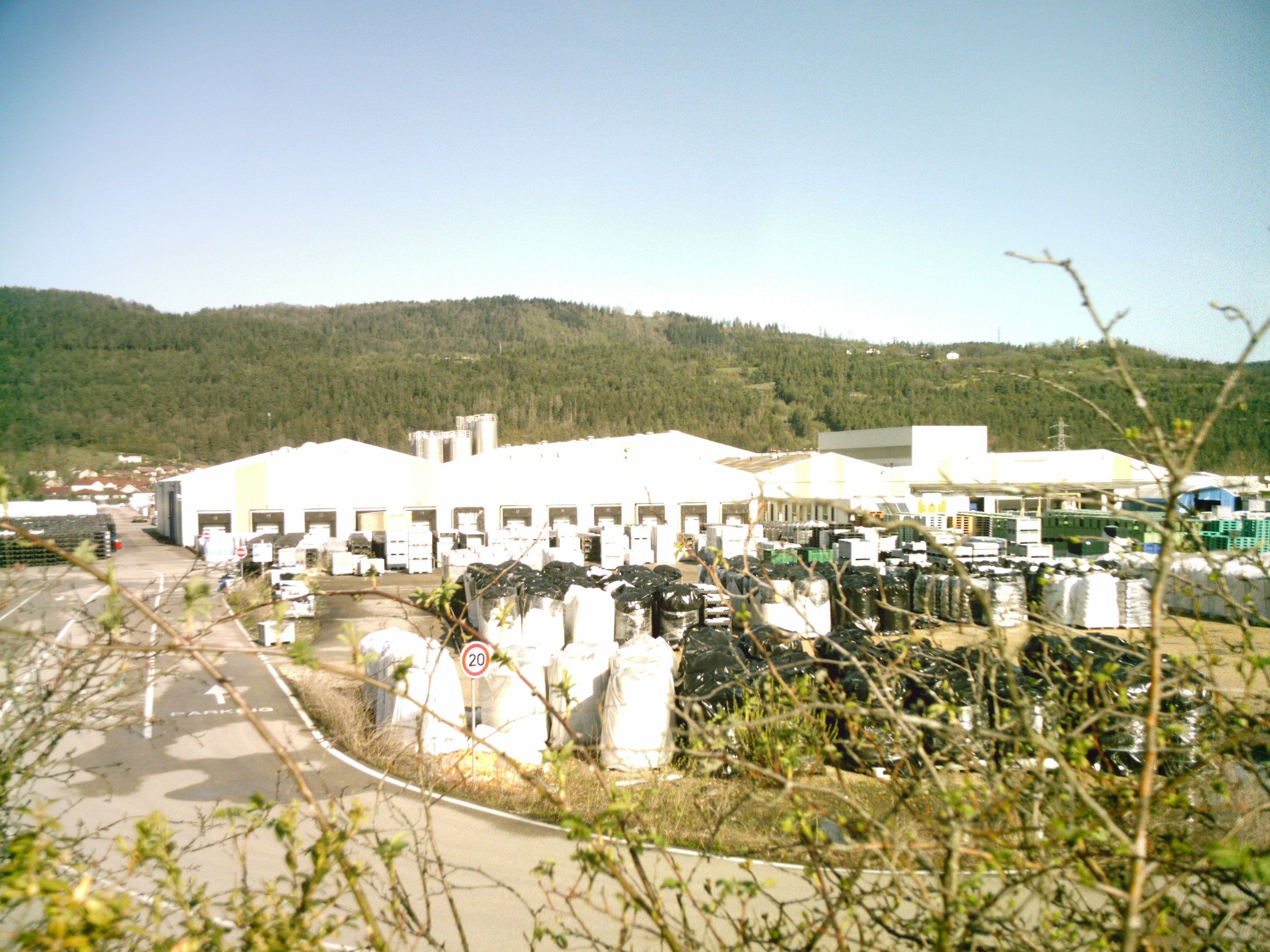
Arca Systems.

|                             | Agriculteurs | Artisans, commerçants, chefs d'entreprise | Cadres, professions intellectuelles | Professions intermédiaires | Employés | Ouvriers |
| --------------------------- | ------------ | ----------------------------------------- | ----------------------------------- | -------------------------- | -------- | -------- |
| Nurieux-Volognat            | 2,4 %        | 4,9 %                                     | 7,3 %                               | 26 %                       | 20,3 %   | 39 %     |
| Moyenne nationale           | 2,4 %        | 6,4 %                                     | 12,1 %                              | 22,1 %                     | 29,9 %   | 27,1 %   |
| Sources des données : INSEE |              |                                           |                                     |                            |          |          |

### Entreprises de l'agglomération
On dénombre, en 2004, 47 entreprises dont la majorité sont des industries des biens intermédiaires (12), des entreprises de construction (10) et des commerces (9).
L'entreprise ARCA SYSTEMS est la plus importante de la commune. Avec un chiffre d'affaires de 54 millions d'euros, elle est spécialisée dans la transformation de matière plastique, pour la conception de pièces telles des palettes ou des bacs.

### Commerce

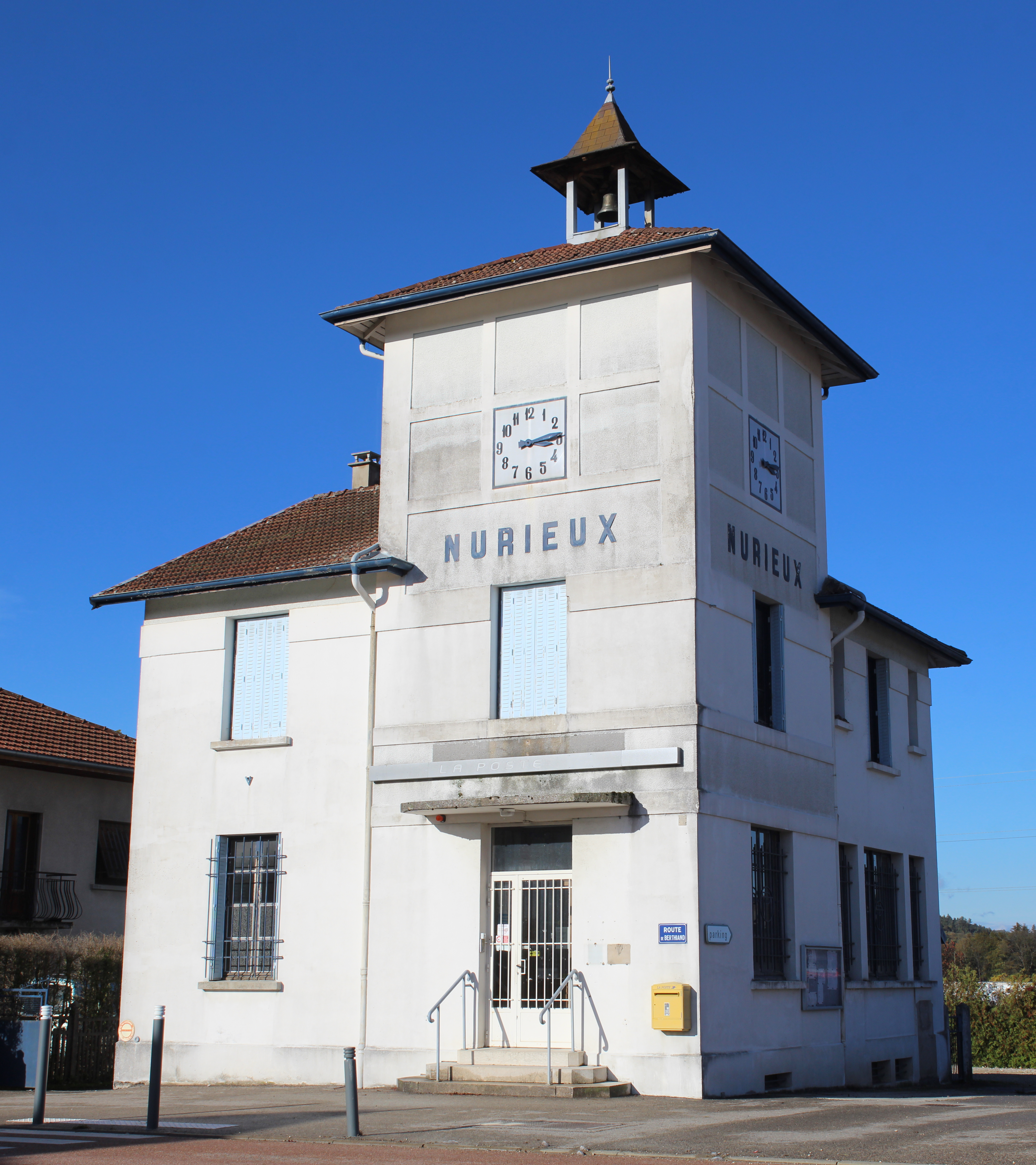
Le bureau de poste.

On trouve à Nurieux une épicerie, une boucherie et un salon de coiffure ainsi qu'un bar-tabac.

#### La poste
Le premier bureau de la commune se trouvait dans une maison privée, et avait été ouvert en 1899.
Le bureau de poste actuel se situe le long de la route départementale 979. Il y est implanté depuis 1935, le bâtiment est un spécimen de l'architecture des années 1930. Il est surmonté d'un clocher et d'une horloge.

## Culture et patrimoine

### Monuments civils
Le château de Volognat fut construit pour Hugonet de Mornay, petit-fils de Guillaume de Mornay. Le pouvoir de construction fut établi en 1301 et permit ainsi la création de la seigneurie de Volognat. Par le biais d'une suite de successions et de ventes, il appartient aujourd'hui aux descendants de la famille Vaffier. 
Le château, remanié au XIXe siècle, est situé en amont de Volognat, au centre d'un domaine de 9 hectares formé de parc, jardins et bois. Le bâtiment principal rectangulaire de 17 × 28 mètres possède trois étages. Le toit est recouvert d'ardoise. Au sud, une tour de 5 mètres de diamètre lui est accolé. Deux autres bâtiments sont annexés au château.

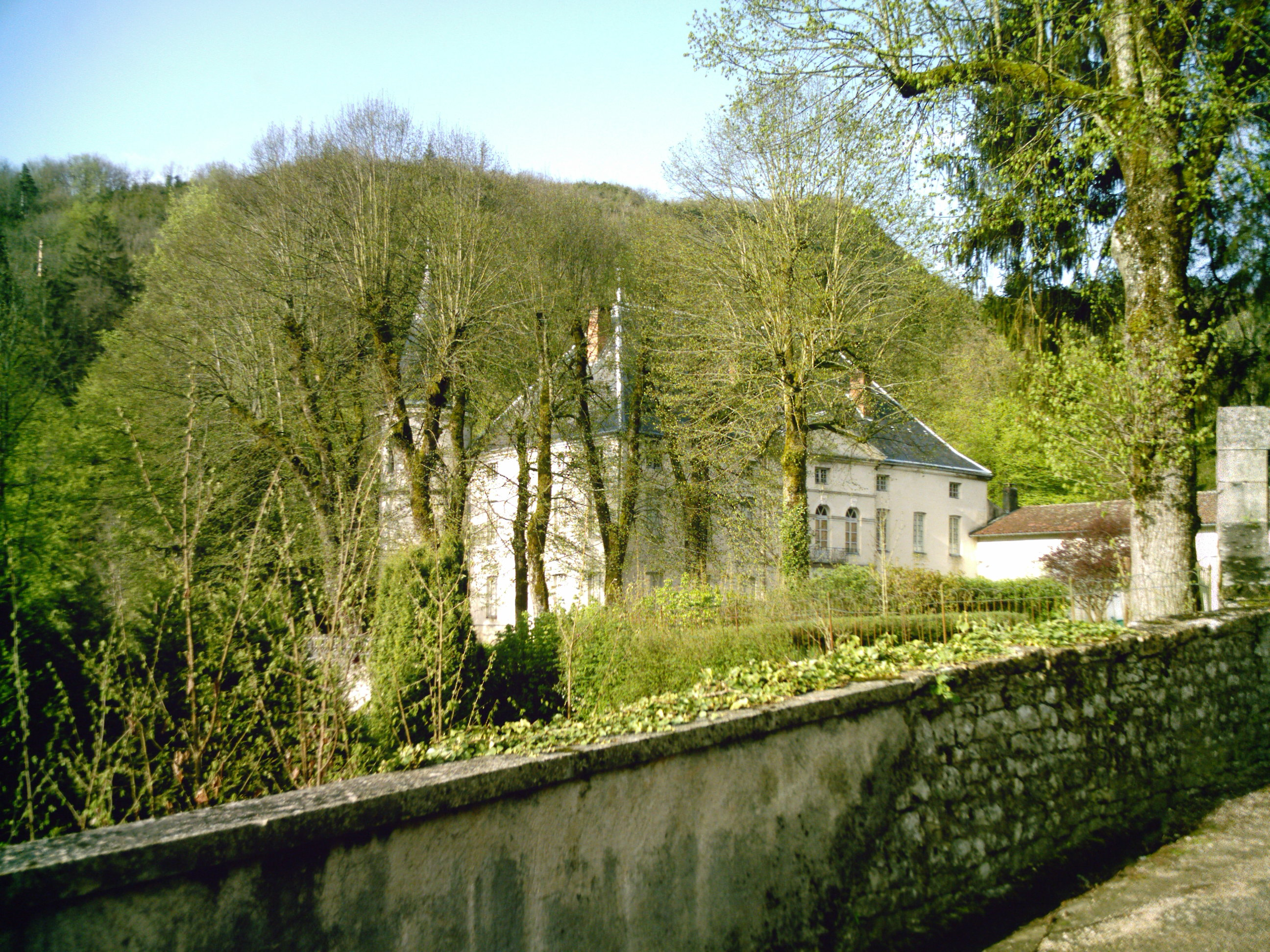
Le château de Volognat.

### Monuments religieux
La chapelle de Mornay datant du XIe siècle, classée monument historique depuis 1982. Cet édifice couvert est idéalement situé sur un belvédère. On y accède par un chemin en forte pente, celui-ci est bordé d'un mur de pierres sèches puis d'une haie de buis. Le château des seigneurs de Mornay se trouvait à proximité.
Le bâtiment est de style roman. Il est construit en moellons, avec des murs d'environ 1,15 mètre d'épaisseur. Le toit est en lauzes.
 À l'intérieur, la nef est une voûte en berceau brisée. Le chœur, d'une dimension de 4,5 × 1,70 mètres, voûté en berceau brisé, est surélevé et légèrement décalé par rapport à la nef.

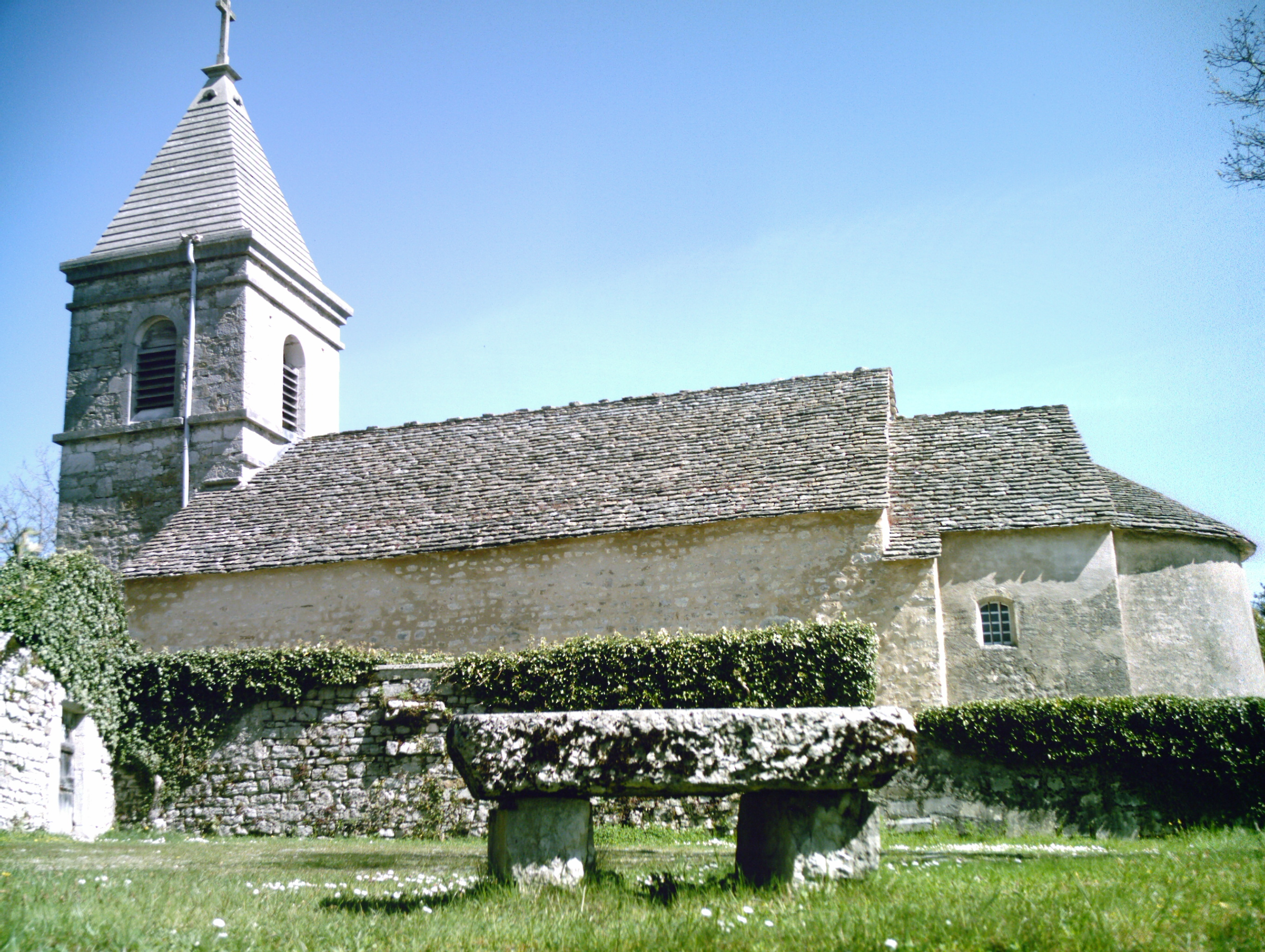
La chapelle de Mornay.
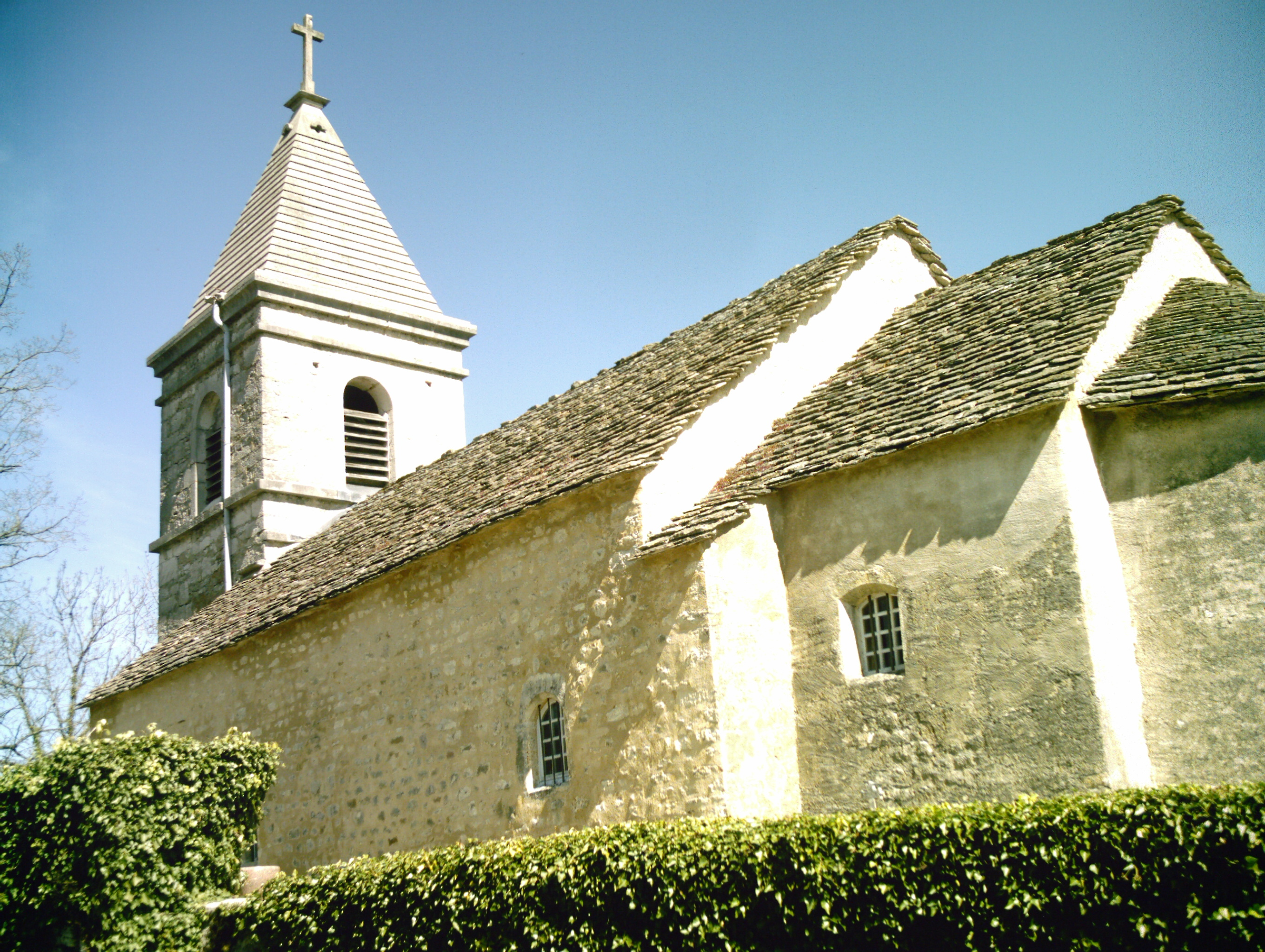
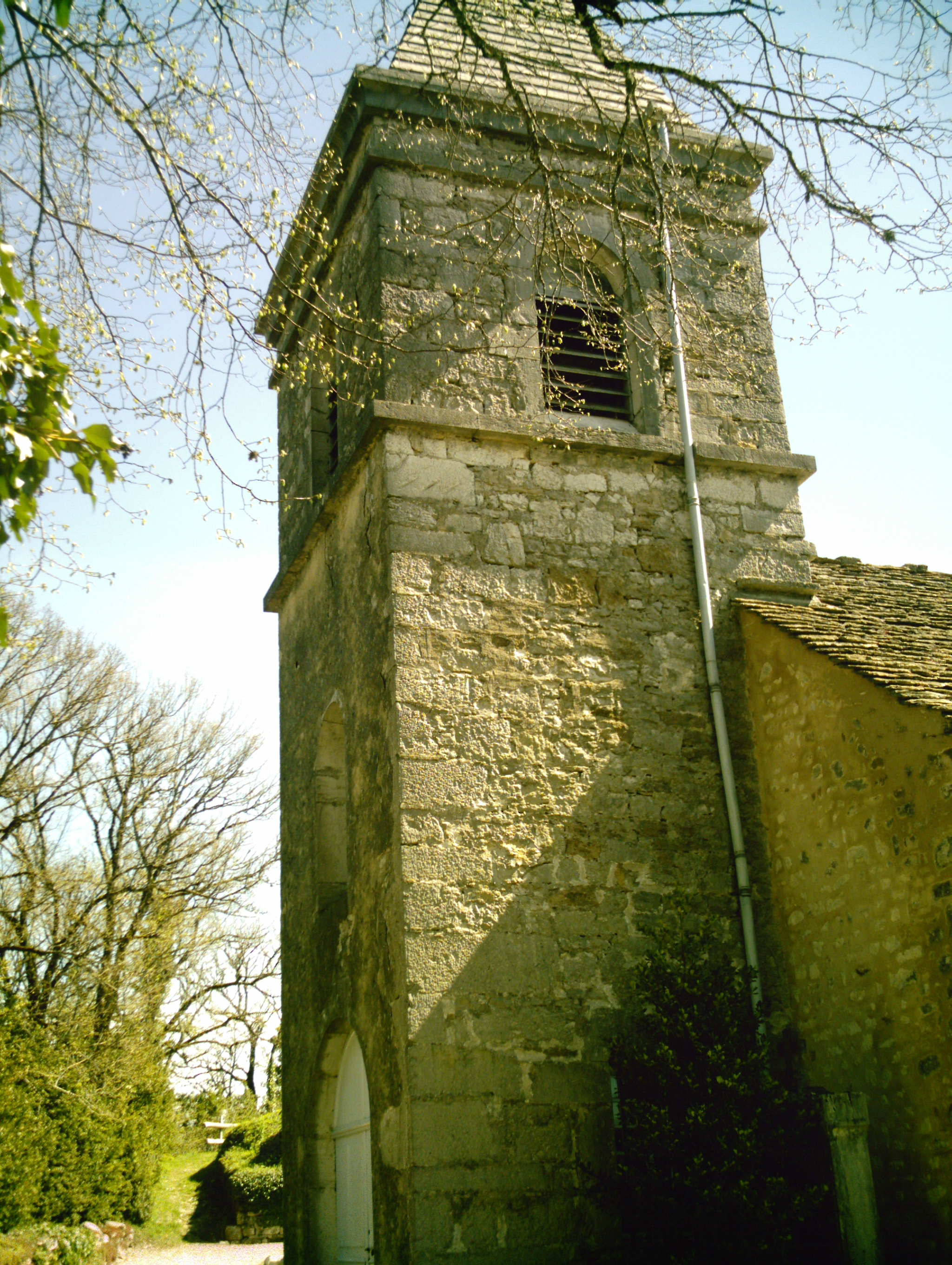
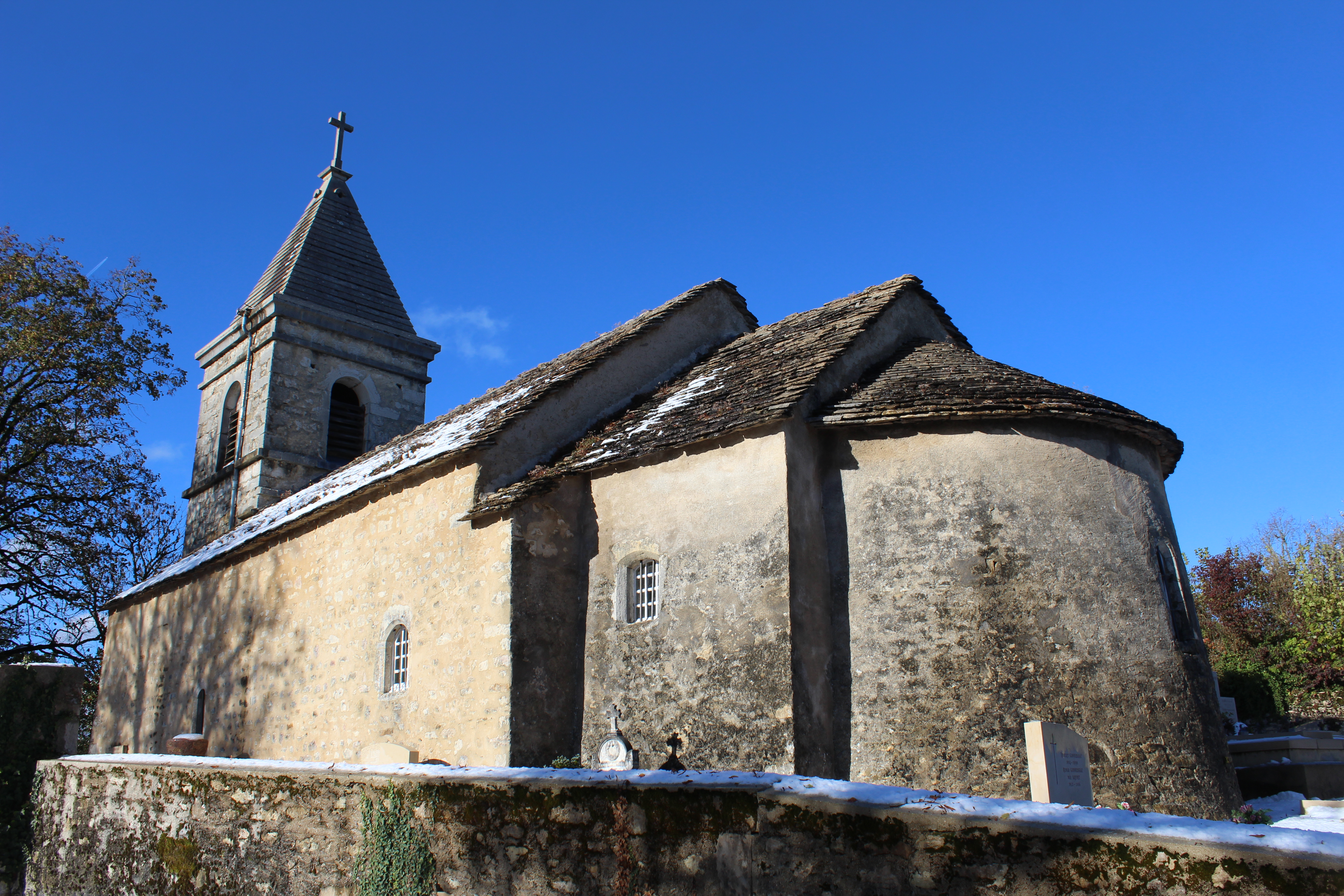

L'église Saint-Martin de Volognat a été construite entre 1828 et 1831 sur l'emplacement de l'ancienne église qui fut jugée irréparable. Elle comporte une grande nef rectangulaire de dimension 30 × 10 mètres, voûtée et prolongée par un chœur de même dimension et voûté en cul de four. Le sol de la nef est un plancher, celui du chœur en carrelage de grès gris clair et parsemé de croix brun rouge. Le clocher flanque l'église au nord-est et mesure 15 mètres de hauteur. Son toit est en cuivre, et surmonté d'une croix et d'un coq-girouette.

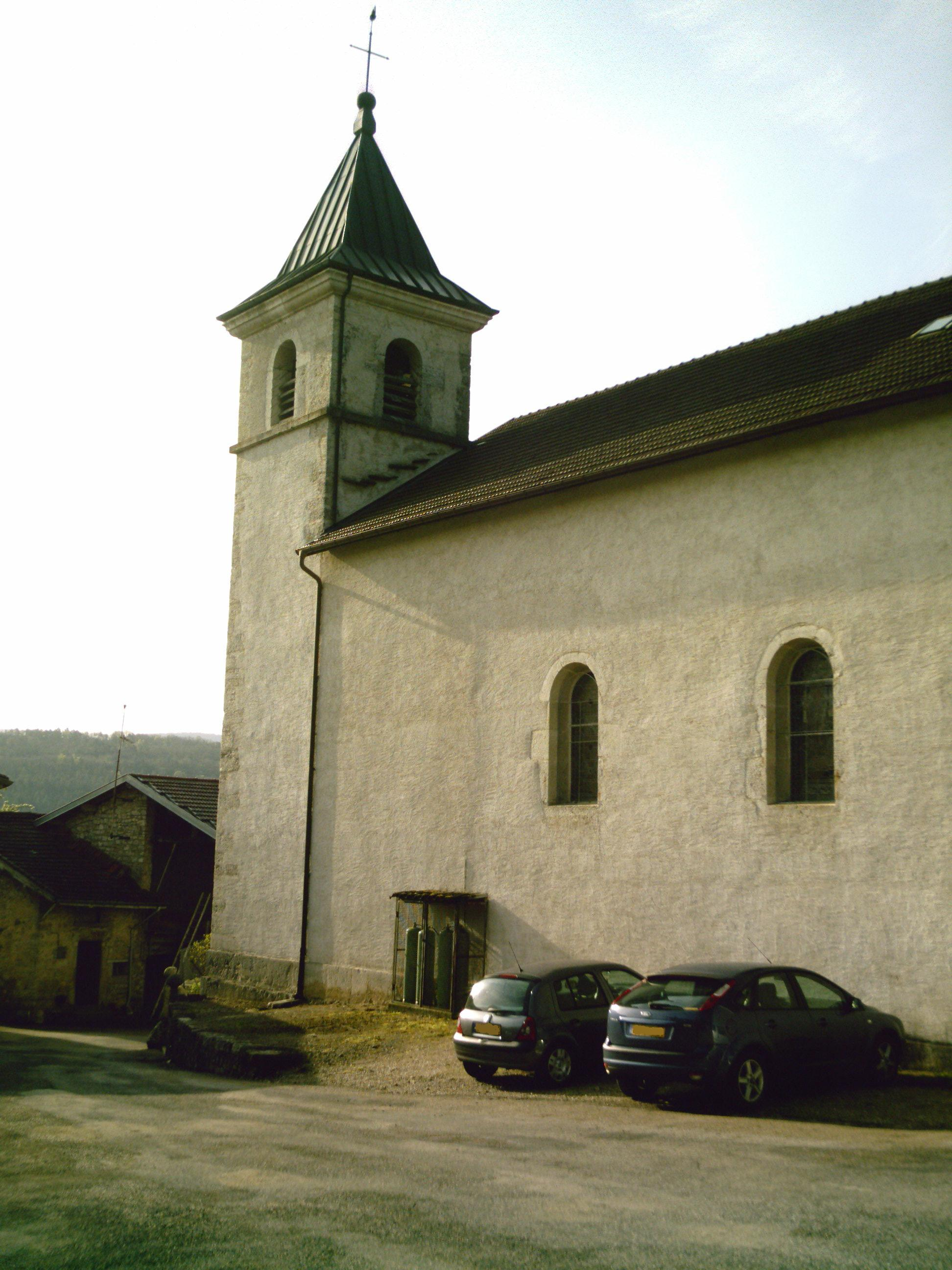
L'église de Volognat.
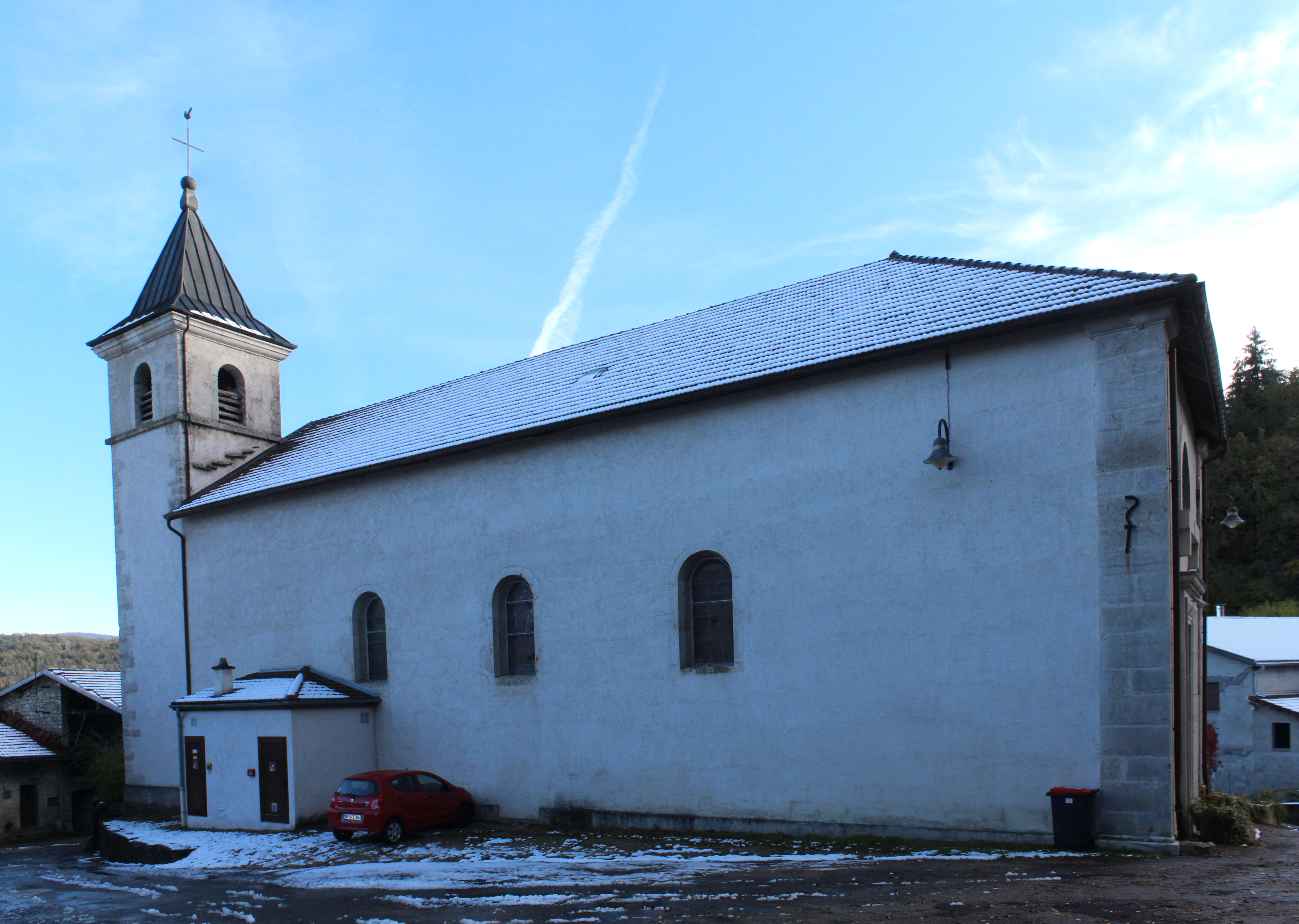
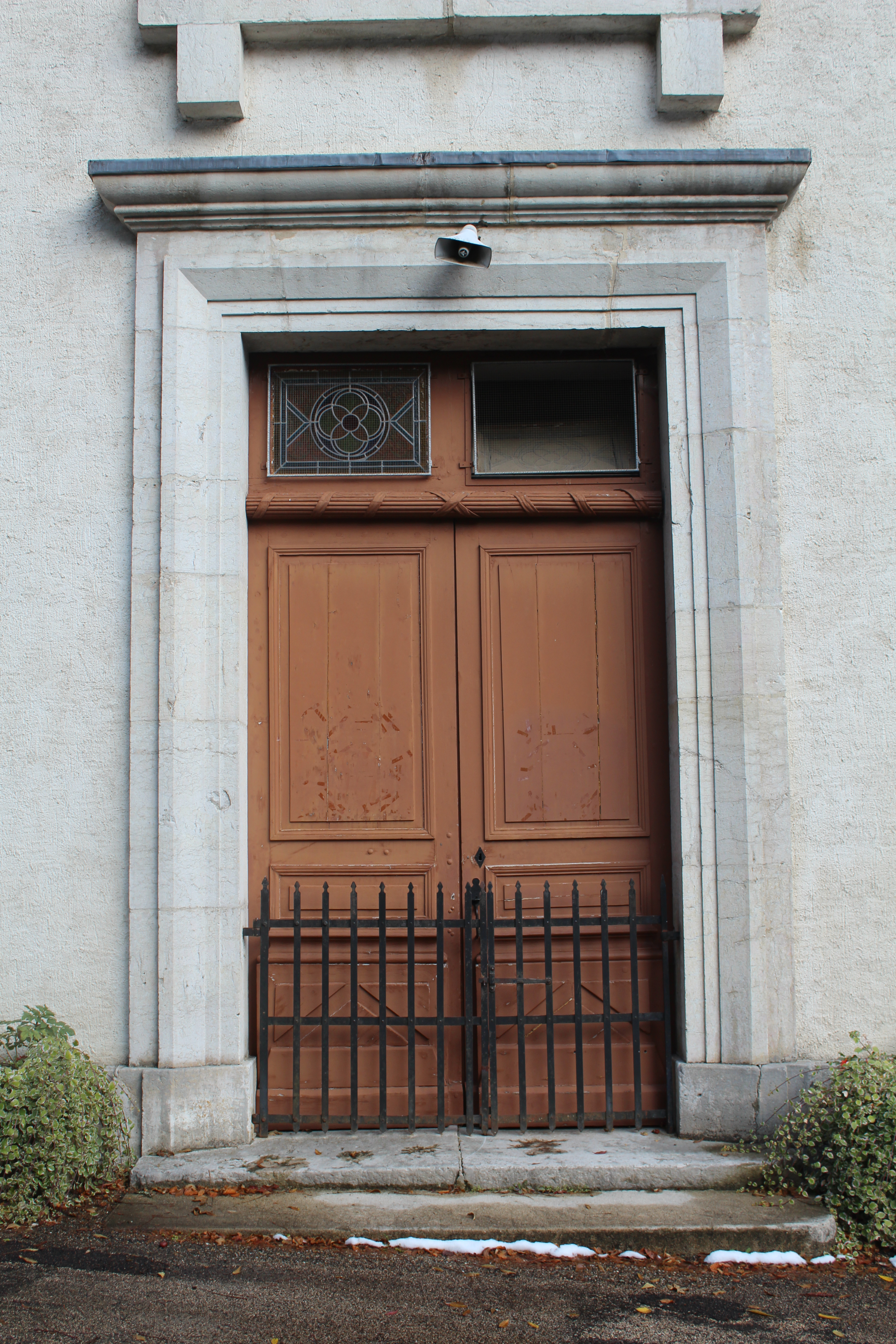

### Personnalités liées à la commune
- François Gonnessiat[44] est né à Nurieux 1856. Il était astronome et a travaillé dans les observatoires de Lyon, de Quito et d'Alger, où il fut directeur. Il est décédé en 1934 à Alger.
- Ferréol Butavand[44] est né à Nurieux en 1876. Il était ingénieur, diplômé de Polytechnique et de l'École nationale des ponts et chaussées. Il a conçu quelques projets dont celui, en 1903, qui devait préservé le quartier Maison Carrée d'Alger des inondations, ou celui de l'extension du Port d'Alger en 1905. Il faisait également des recherches en mathématiques, archéologie et en histoire, il s'intéressa au débat sur Alésia-Izernore. Il est décédé en décembre 1938 à Nice, mais est inhumé dans le cimetière de Mornay.
- Le Dr Émile Mercier (1910-1943)[44], médecin à Nantua et pionnier de la Résistance dans la région. Il est assassiné par les Allemands le 14 décembre 1943 à Maillat mais est inhumé au cimetière de Volognat, commune dont est originaire sa famille.
- Henry Massonnet (1922-2005), créateur du Tam Tam, d'ailleurs produit à Nurieux-Volognat. Il est maire de Mornay, puis de Nurieux-Volognat, ainsi que conseiller général du canton d'Izernore.
- Noël Perrotot, né le 24 décembre 1914 à Mornay, est un militaire et résistant français ayant fait partie des maquis de l'Ain et du Haut-Jura

### Liens externes

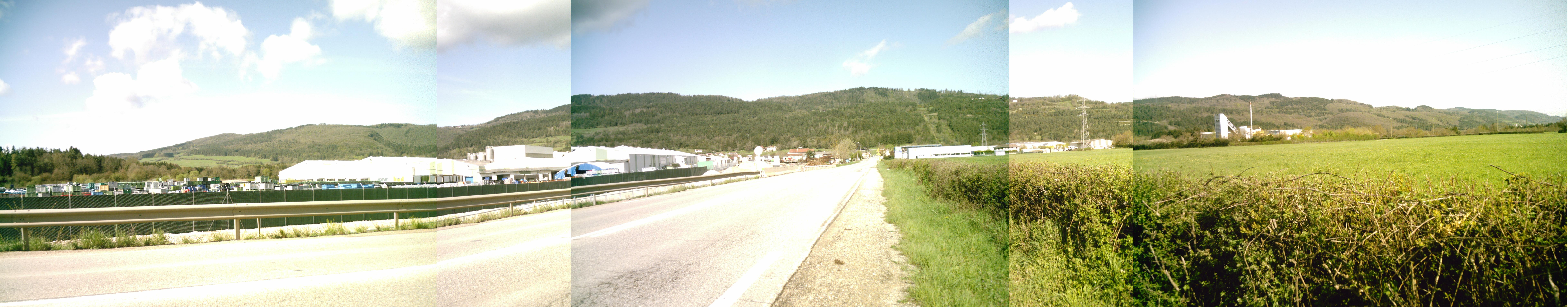
Les monts du Berthiand surplombant Nurieux